# Arte aqueménida

El Imperio aqueménida.

Vista general de Persépolis.

El arte aqueménida es el propio del Imperio aqueménida, no exento de influencias de los precedentes arte asirio, babilónico, urartiano y medo, con sus propias características. Alcanzó su esplendor con el rey Darío I y sus sucesores. Culmen de la arquitectura aqueménida son entre otros, los palacios de Persépolis, Susa y Pasargada, tumbas, como la de Ciro II, y templos excavados en la roca.

Animación de la tumba de Ciro II.

El imperio aqueménida ocupaba  un territorio muy vasto, desde Pakistán por el este hasta Egipto por el oeste, y desde el mar de Aral al norte, hasta el Océano Índico al sur. Debido a la imposibilidad de administrar esa enorme extensión de forma directa desde la corte en Irán, el imperio se dividió en provincias o satrapías. De esa manera, se tenía un cierto grado de unificación. Sin embargo dicha uniformidad se cuestiona que se extendiera a las artes y que los restos materiales tuvieran algún tipo de homogeneidad.
Era un arte monumental cortesano que simbolizaba el poder del Imperio y la grandeza del poder de sus reyes. Todos los aspectos del arte aqueménida son originales. No da la impresión de ser una arte extranjero en su conjunto, ya que fue el resultado de condiciones históricas específicas, una cierta ideología y una cierta vida social que otorgó a las formas adoptadas nuevas funciones y un nuevo significado. Por lo tanto, las adopciones y las influencias son solo formales.
Las normas de la arte aqueménida, o más exactamente del estilo palaciego aqueménida, posteriormente, a mediados del siglo IV a. C., se completarían con otros modelos y motivos. El estilo palaciego aqueménida se difundió ampliamente, creando una unidad cultural de facto desde el Indo hasta el litoral de Asia Menor.
Existen ciertos tipos de edificaciones y objetos que aparecen por todo el Imperio, a menudo decorados de forma característica. Ese  tipo de ornamentación se denomina en ocasiones «estilo cortesano», desde la suposición de que constituía un estilo artístico oficial.
Respecto a la arquitectura en concreto, los edificios de columnatas conocidos como apadanas se hallan en diversos sitios del Imperio. La utilización de cantería monumental a veces se ha determinado que es un indicio del periodo aqueménida, como por ejemplo en Fenicia.

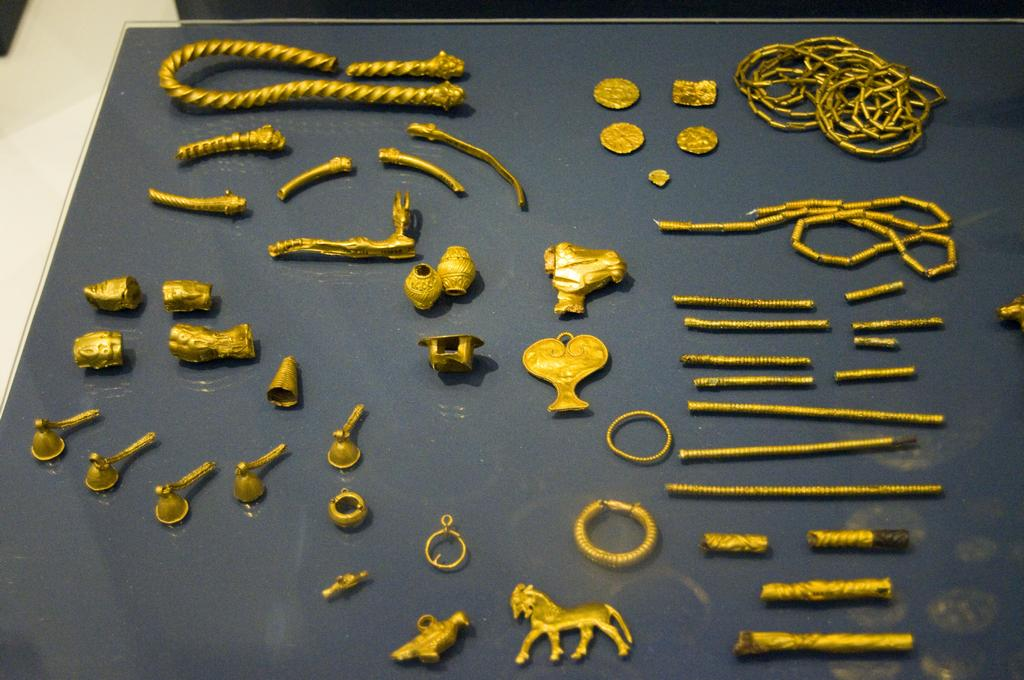
Diversos objetos pertenecientes al tesoro del Oxus, conservados en el Museo Británico.

El arte aqueménida comprende relieves de frisos, trabajos en metal como el Tesoro del Oxus, decoración de palacios, mampostería de ladrillos vidriados, artesanía fina (albañilería, carpintería, etc.) y jardinería. Aunque los persas tuvieron artistas, con sus estilos y técnicas, de todos los rincones de su imperio, no produjeron simplemente una combinación de estilos, sino una síntesis de un nuevo estilo persa único.
En cuanto a la iconografía, los objetos cuya decoración consiste en imágenes de personas con indumentaria meda o persa se pueden identificar con facilidad con el período aqueménida.
Había objetos en uso de forma simultánea en distintas pares del imperio: Las joyas con incrustaciones polícromas son características en este período, así como los brazaletes con cabezas de animales, o incluso bisutería, como por ejemplo los colgantes de cerámica vidriada y decorada de estilo egipcio. Asimismo la artesanía, como por ejemplo los cuencos llamados fíalas, que con frecuencia son de oro y plata. No obstante deberían considerarse casos excepcionales, ya que la mayoría de objetos de uso habitual no estaban diseminados a lo largo y ancho del imperio. Incluso resulta difícil reconocer la cerámica del periodo aqueménida. Así que al hablar de uniformidad de la cultura material el panorama es ambiguo en lo relativo a las distintas zonas como al tipo de objetos, y no solo los artísticos.
En algunas regiones centrales del imperio hay una gran influencia aqueménida, aunque en otras se da una continuación de las tradiciones autóctonas.

## Estudios sobre el arte aqueménida

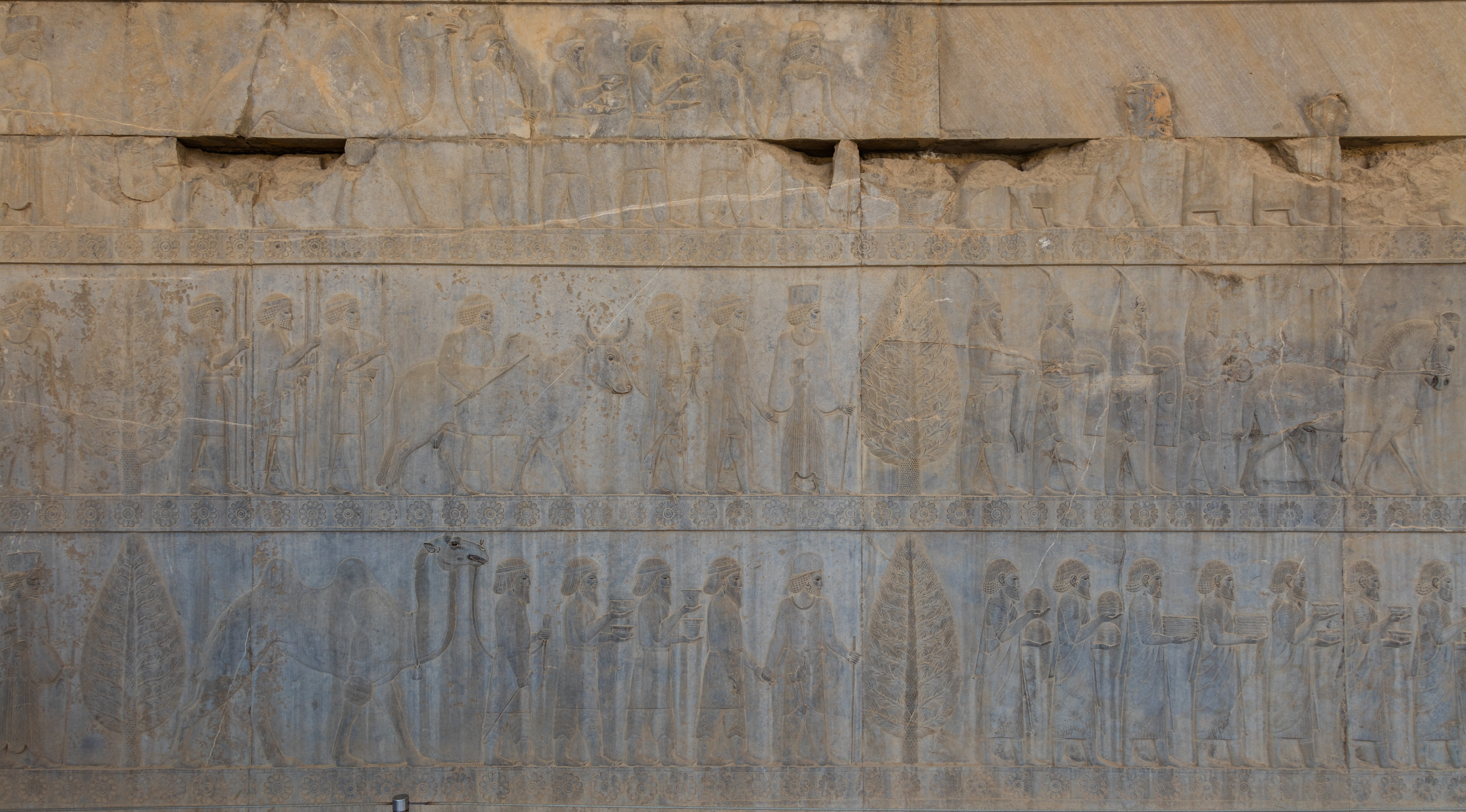
Delegaciones de las naciones sometidas (Apadana de Persépolis, escalera este).

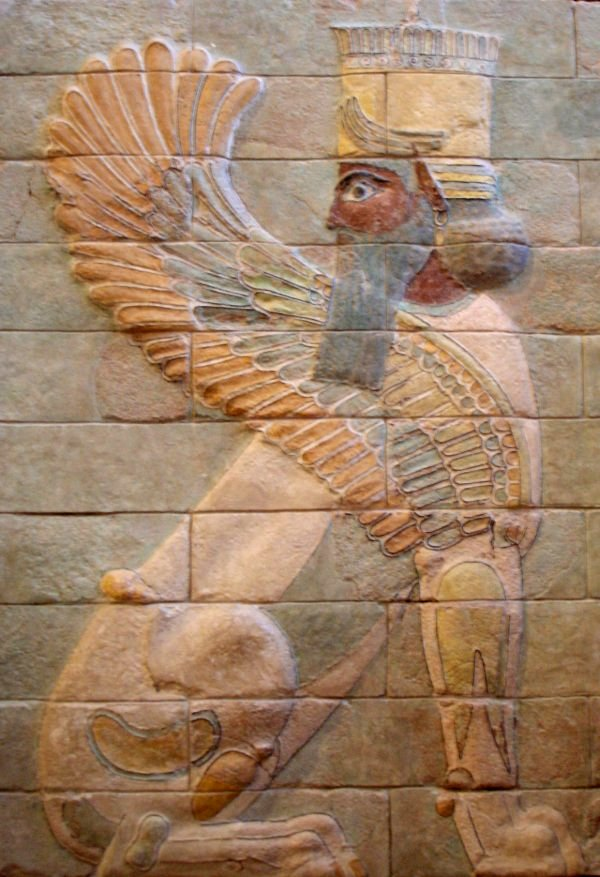
Esfinge alada del Palacio de Darío en Susa (c. 510 a. C.).

Se ha estudiado desde dos puntos de vista, generalmente. En los años 1950 se buscaron, a través de la arquitectura, la escultura y las artes menores, las influencias extranjeras consideradas por Henri Frankfort como la base de la naturaleza ecléctica de la civilización aqueménida. Esta perspectiva estaba corroborada por el descubrimiento —ocurrido en Susa—, de la fundación del palacio de Darío I, en el cual el monarca enumeraba los pueblos del imperio que habían participado en la construcción de Persépolis. Esta naturaleza ecléctica fue, por lo tanto, investigada minuciosamente durante cerca de 20 años. Cuando más tarde se abrieron muchas excavaciones en centros de cultura aqueménida y se realizaron numerosas prospecciones de superficie en áreas culturales más amplias, pudieron aclararse dos aspectos que los expertos habían debatido largamente: la cronología de las construcciones de Persépolis y la datación de los dos relieves de la Apadana (o Sala de audiencias de Darío) de Persépolis, descubiertos por E. F. Schmidt en un patio porticado del Tesoro, donde se había transportado, bajo Artajerjes I, las fachadas de las dos escalinatas de la apadana.
El eclecticismo del arte aqueménida fue reconocido en la utilización de los cánones artísticos del arte egipcio, asirio, fenicio, Rusia meridional y hasta el arte griego arcaico, cuya influencia hizo valorar la cultura  aqueménida no como elemento unificador de los precedentes testimonios artísticos de la meseta, sino como un producto secundario de la cultura occidental.
El segundo punto de vista, se refiere, en cambio, a la originalidad del arte aqueménida. No es fácil trazar un panorama de los acontecimientos que llevaron a los aqueménidas de un grupo tribal organizado a convertirse en una potencia dominadora, puesto que solo pocos centros pueden considerarse como preaqueménidas. Los lugares medos explorados han revelado tradiciones arquitectónicas reanudadas más tarde por los aqueménidas, pero no hay pruebas tangibles de una tradición común, al menos según se puede juzgar por la cerámica y por pocos objetos de carácter verdaderamente «artístico».
Fue Darío I (r. 522-486 a. C.), el artífice del arte aqueménida, tanto en el monumental como en el menor. El significado de la «expresión de la realeza» que el rey quiso atribuir a las manifestaciones artísticas fue aceptado por sus sucesores con pocas variantes. La escultura, que en realidad era una decoración arquitectónica, excluida la estatua en bulto redondo de Darío, es sinónimo de poder. Los pocos temas tratados —portadores de tributos, nobles medos y aqueménidas, servidores, audiencias, escenas de lucha entre el héroe (identificado con el soberano) y las fuerzas del mal, el rey caminando— se repiten incesantemente sobe las fachadas de las terraza palaciegas, en las jambas de las puertas, en la fachada de la apadana y en el Tripylon y en muchos otros palacios.
Si los patrones compositivos fueron copiados de los relieves asirios, en muchos casos aún visibles, el espíritu interpretativo  cambió; ya no hubo escenas terroríficas de batallas, sino las consecuencias de la guerra, es decir, la sumisión de los vencidos. Los temas decorativos realizados por artistas griegos sobre motivos derivados del arte del Oriente Próximo y egipcio, a primera vista no tienen nada de narrativo, pero mirados uno a uno, reflejan fielmente la intención política del rey; proporcionar la misma imagen de la esencia del imperio.

## Arquitectura

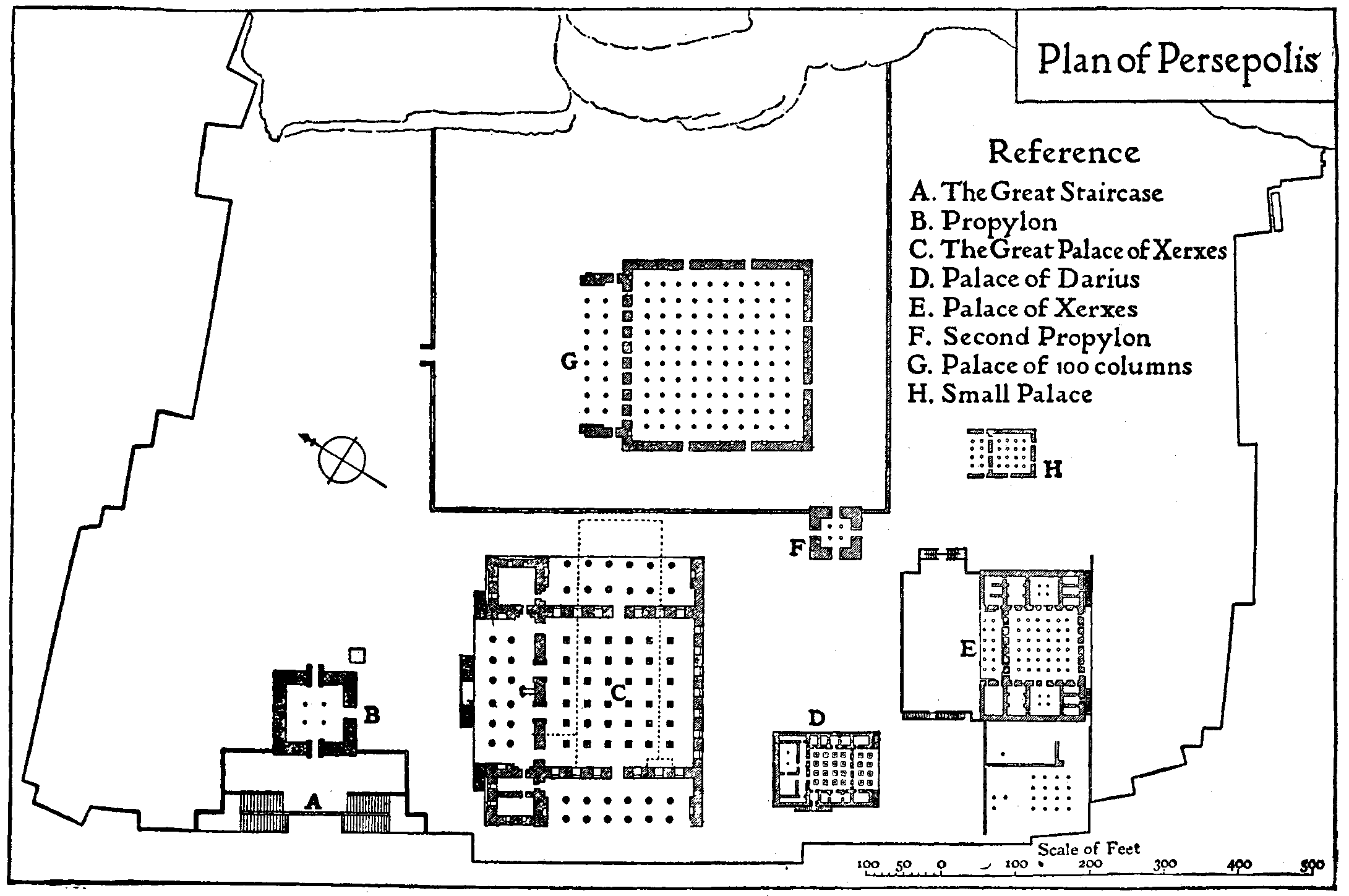
Esquema incompleto de Persépolis; nota - C: Sala Apadana, G: "Talar-i-Takht" o sala de 100 columnas, N: "Tachar" o palacio of Darío, H: "Hadish" o Palacio de Jerjes el Grande, B:"Darvazeh-i-Mellal" o Puerta de todas las Naciones, F: Trypilon; "khazaneh" (tesorería)

La arquitectura aqueménida incluye grandes ciudades, templos, palacios y mausoleos como la tumba de Ciro el Grande. La característica por excelencia era su naturaleza ecléctica, con elementos medos, asirios y griegos asiáticos incorporados, pero manteniendo una identidad persa única en los productos acabados. Su influencia se extiende por las regiones gobernadas por los aqueménidas, desde las costas mediterráneas hasta la India, especialmente con su énfasis en el diseño monumental en piedra y los jardines subdivididos por cursos de agua.
En la época de Ciro II, el arte compuesto es visible sobre todo en la arquitectura, con la construcción de muros de ladrillo decorados con preciosos esmaltes e incrustaciones, de columnatas hechas de troncos de árboles raros y con la gran variedad de materiales utilizados en los revestimientos y en las decoraciones. Entre las principales innovaciones, estaba el uso de la piedra, que si no sustituyó a los ladrillos mesopotámicos para la construcción de los muros, constituyó un esqueleto fundamental del edificio. Uno de los rasgos recurrentes del arte fue la incorporación de animales como elemento decorativo. La ciudad real poseía al menos tres edificios importantes: el majestuoso vestíbulo de entrada enriquecido por columnas caracterizadas por puertas representadas por animales guardianes, la sala de audiencias, el palacio de banquetes del rey. Los sucesores de Ciro II construyeron, al estilo egipcio, palacios con grandes salones para el público, decorados con infinitas series de animales y hombres que debían testificar del poder y la grandeza del «rey de reyes».
En la provincia de Fars se descubrieron edificios con columnas en Farmeshgan, Fahlian y Borazjan.
El artículo de Shahrokh Razmjou Notes on a Forgotten Achaemenid Site at Farmeshgan: Irán (pp. 293-312) está dedicado a la publicación y el análisis de fragmentos de arquitectura y escultura encontrados durante las excavaciones realizadas en 1958-1959 en Hakavan Tappeh, en Fars. No habían sido publicados anteriormente y fueron descubiertos por el autor en un almacén del Museo Nacional de Irán. Razmjou, tras visitar el lugar donde se realizaron las excavaciones, llegó a la conclusión de que en el lugar había existido un importante complejo de edificios, que contenía una residencia real que databa de mediados del siglo VI a mediados del siglo V a. C.

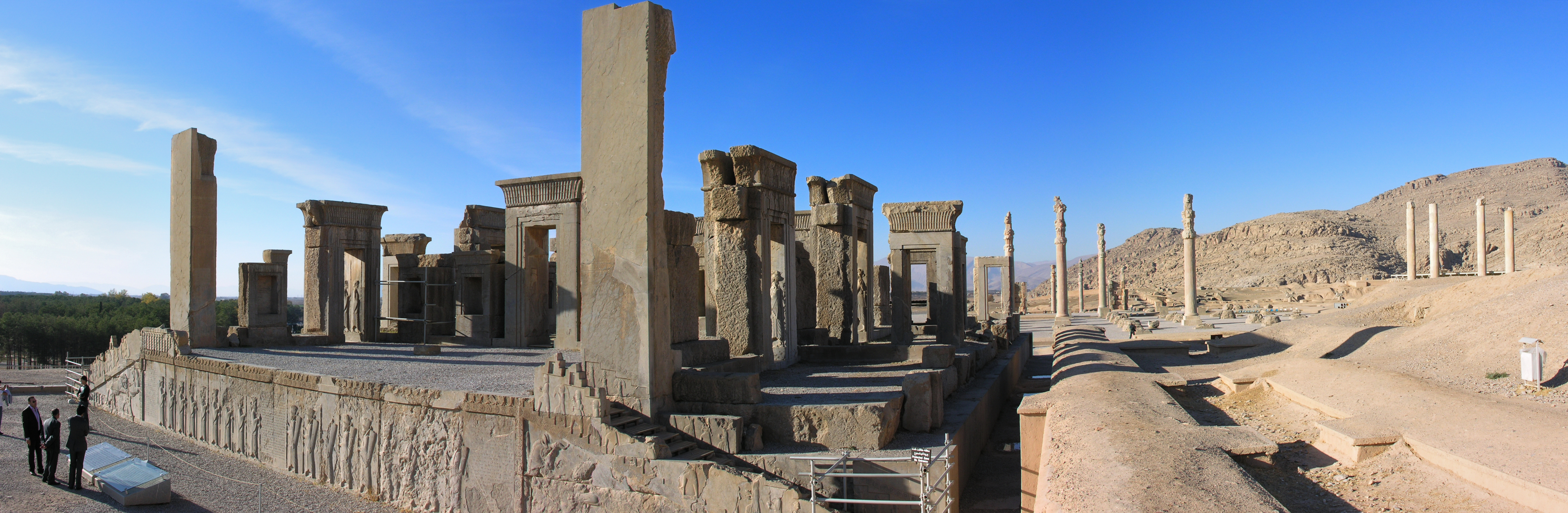
Panorama de Persépolis

### Persia

#### Pasargada
En Fars, en el centro de Persia, se halla Pasargada, a unos 40 km al noreste de Persépolis. Allí hay varios edificios diseminados por toda la Dash-e Morghab. Las construcciones que se conservan son de piedra y no de los materiales tradicionales, madera y adobe. Además de las de Asia Menor, las edificaciones de Pasargada tienen influencia de otras regiones, como Asiria y Egipto, lo que ilustra la naturaleza ecléctica de la arquitectura aqueménida. En Pasargada hay dos palacios erigidos en mitad de un extenso jardín, así como dos pabellones pequeños. Los dos palacios tienen salas rectangulares con columnatas, en uno caso con cuatro pórticos alrededor y el otro con dos. Los antae (pilares rinconeros) de piedra presentan inscripciones bilingües con el nombre de Ciro II.

#### Persépolis

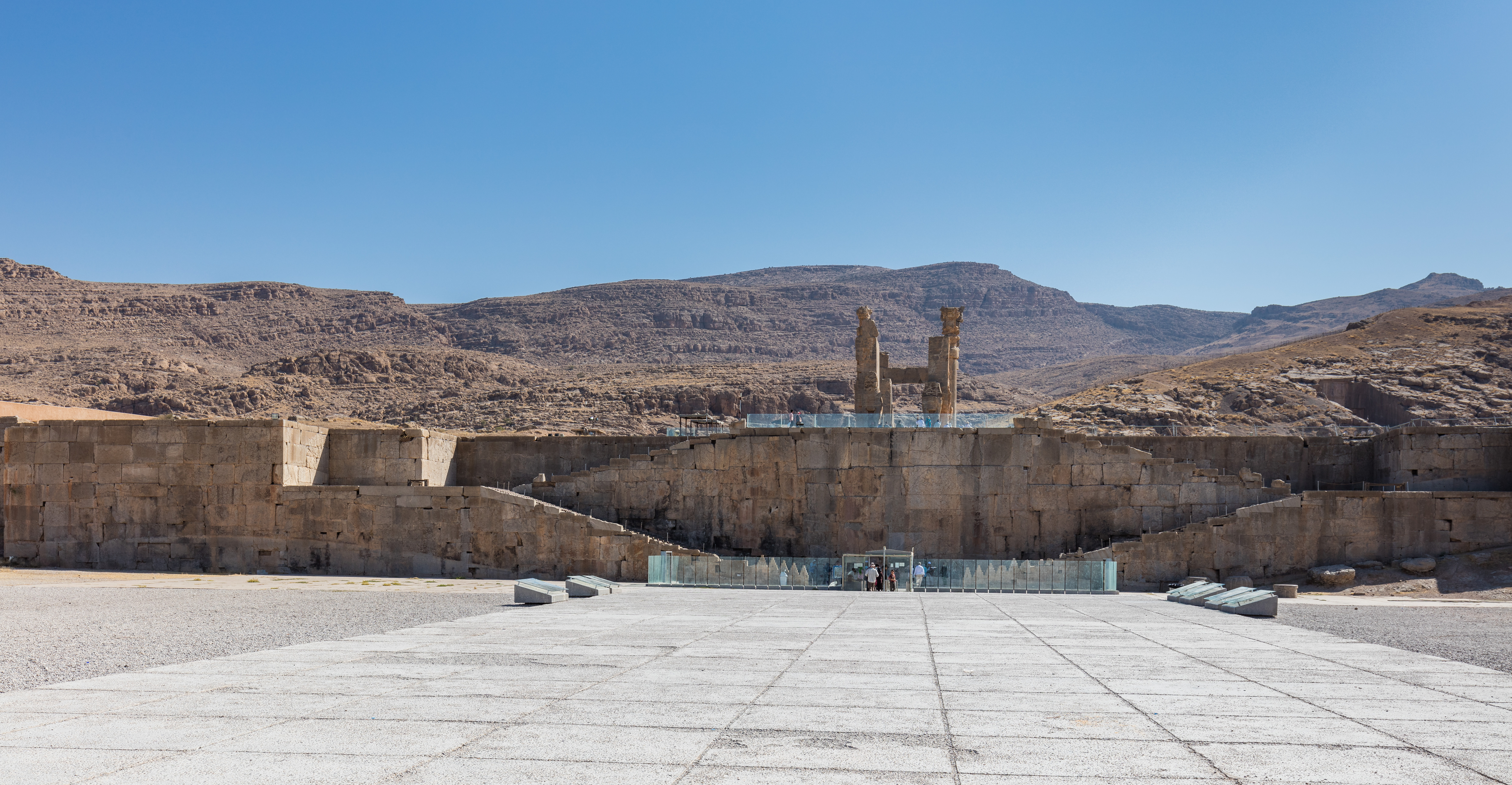
Escalera principal.

Persépolis se encuentra al suroeste de Pasargada y constituye el centro aqueménida más importante. Su fundador fue Darío I, probablemente hacia el 515 a. C. Está situada en la llanura de Marvdasht, 47 km al noreste de Shiraz. Sus edificaciones están distribuidas por una explanada elevada de unos 455 por 300 metros, es decir, más o menos la misma longitud que la Acrópolis de Atenas, pero entre cuatro y cinco veces su anchura.
En la parte oriental, la explanada limita con Kuh-e Rahmat (“la montaña de la Misericordia”). Debió construirse durante la mayor parte de la época aqueménida, pero los reyes más prolíficos parecen haber sido Darío I, Jerjes I, Artajerjes I y Artajerjes III. En el año 331 a. C., Alejandro Magno, en un acto de vandalismo provocado por el alcohol, ordenó incendiar Persépolis y quedaron destruidos la mayor parte de los edificios. Algunas partes de la ciudad se mantuvieron en pie entre los escombros, pero casi toda quedó oculta hasta su redescubrimiento con las excavaciones del siglo XX.

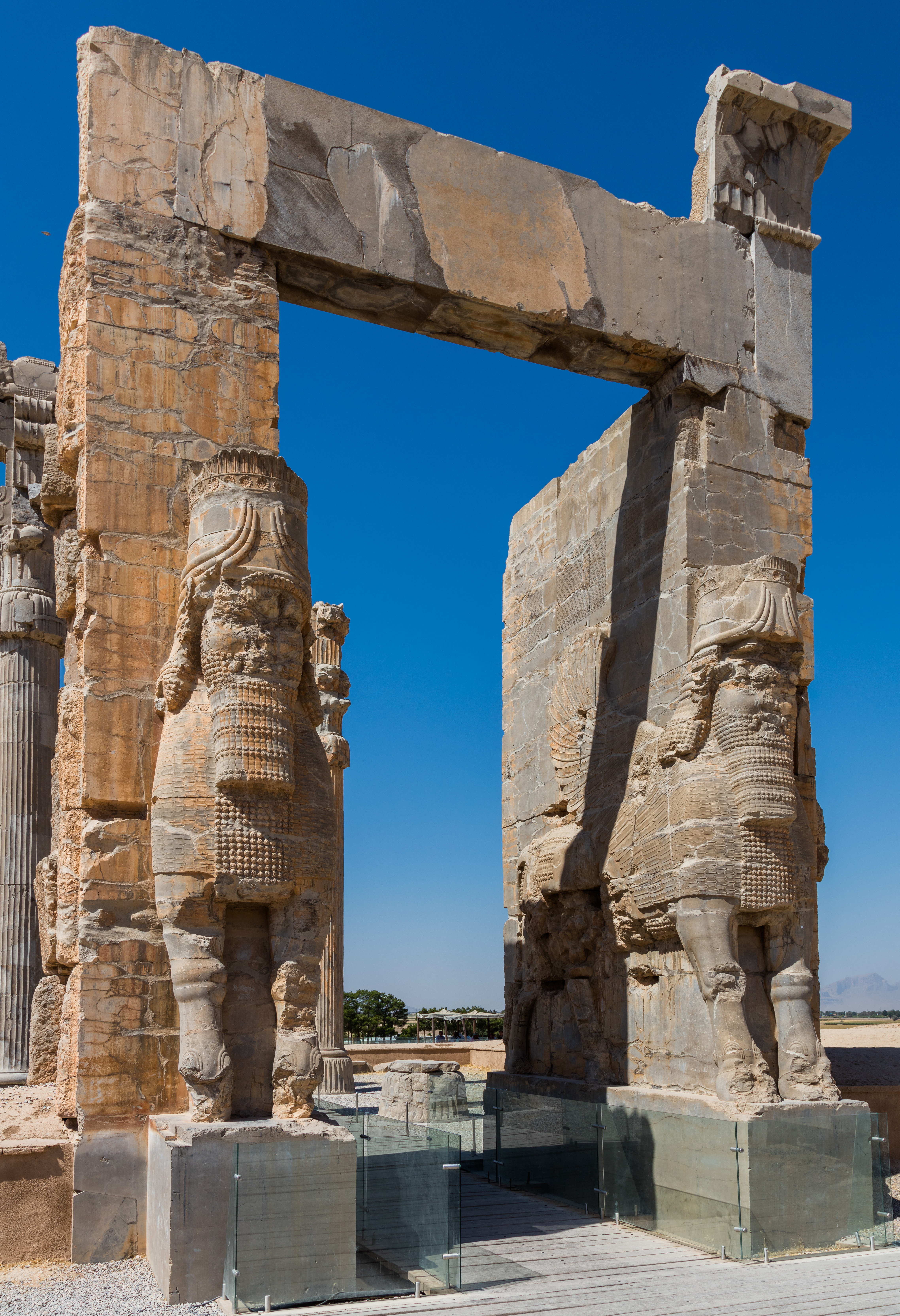
Puerta de las Naciones (vista oeste).

A la explanada se accedía a través de una doble escalinata, tras la que se cruzaba la Puerta de todas las Naciones, formada por dos parejas de colosales toros androcéfalos alados (lamasus) que miran en sentido opuesto, con cuatro columnas entre ellos.. Tras cruzar los «muros de fortificación», cerca de los cuales se hallaron 34 000 tablillas de arcilla escritas en elamita, se alcanza la Puerta Inacabada.

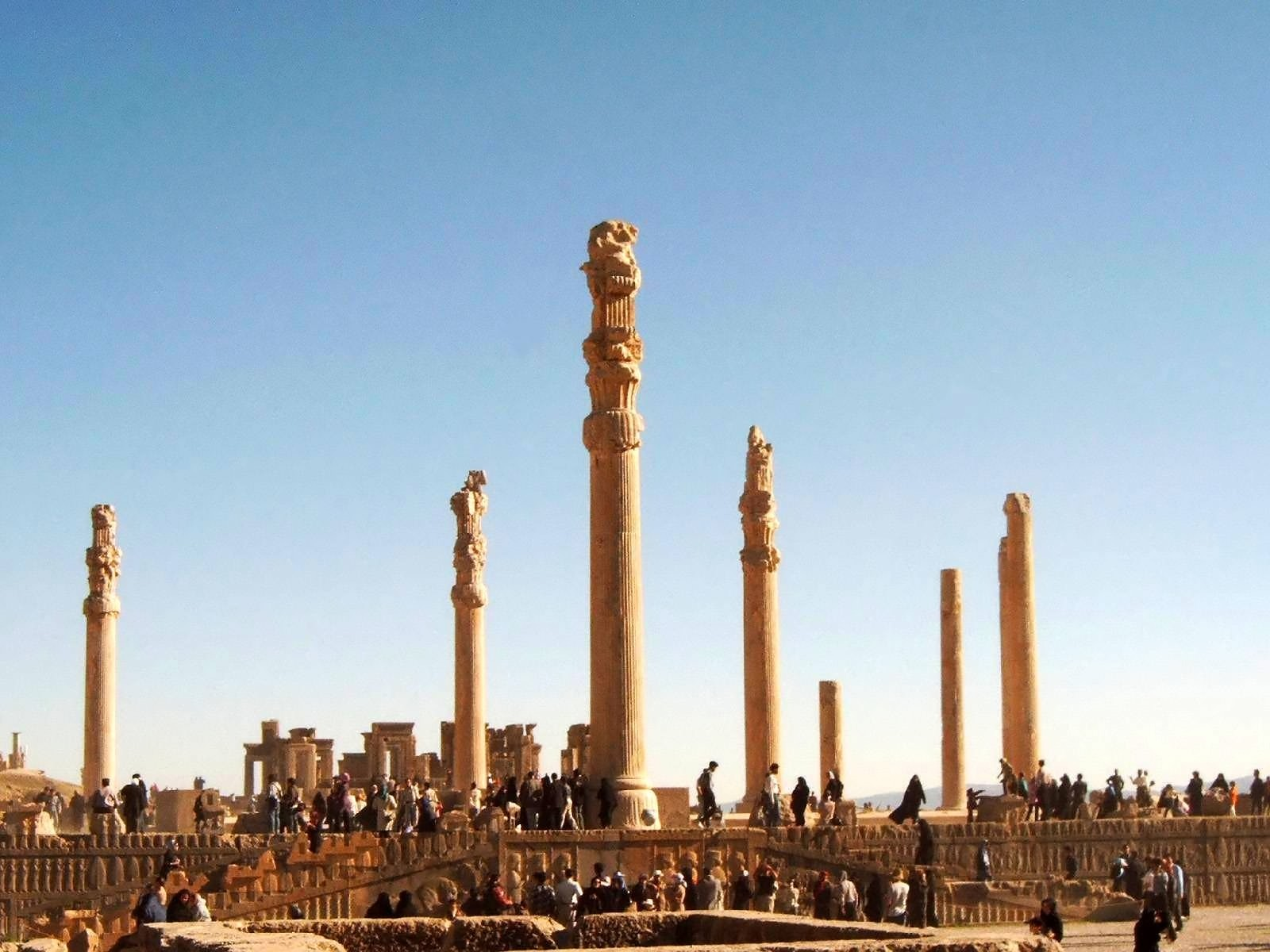
Columnas y elementos de columnas (Apadana).

Muchos de los edificios de la explanada de Persépolis presentan salas y pórticos con columnas (la llamada planta apadana). Uno de los edificios es el Palacio de las 100 columnas, el harén, el edificio central, el palacio de Jerjes y Darío y la Apadana (sala de audiencias).
A menudo las jambas tienen decoraciones talladas, como en el palacio de las 100 columnas, los palacios de Jerjes y Darío y el harén, en los que se aprecia al rey con el príncipe heredero o miembros del séquito real; a miembros del séquito solos, o a ciudadanos de pueblos sometidos acompañando al rey entronizado bajo palio.
Algunos de los palacios están situados sobre plataformas elevadas y poseen escalinatas con decoración esculpida en los parapetos y los muros interiores. Sucede en los de Darío y Jerjes, en el edificio central, en el palacio H y en la apadana. Entre los motivos hay figuras que suben por las escalinatas llevando alimentos, bebidas y animales vivos; guardias persas, nobles persas y medos, esfinges y leones que atacan a toros. Los frisos mejor trabajados y más espectaculares están en las fachadas norte y este de la Apadana, que son idénticas y muestran filas de nobles persas y medos, así como figuras de 23 delegaciones de todo el imperio que llevan obsequios al gran rey.

### Elam

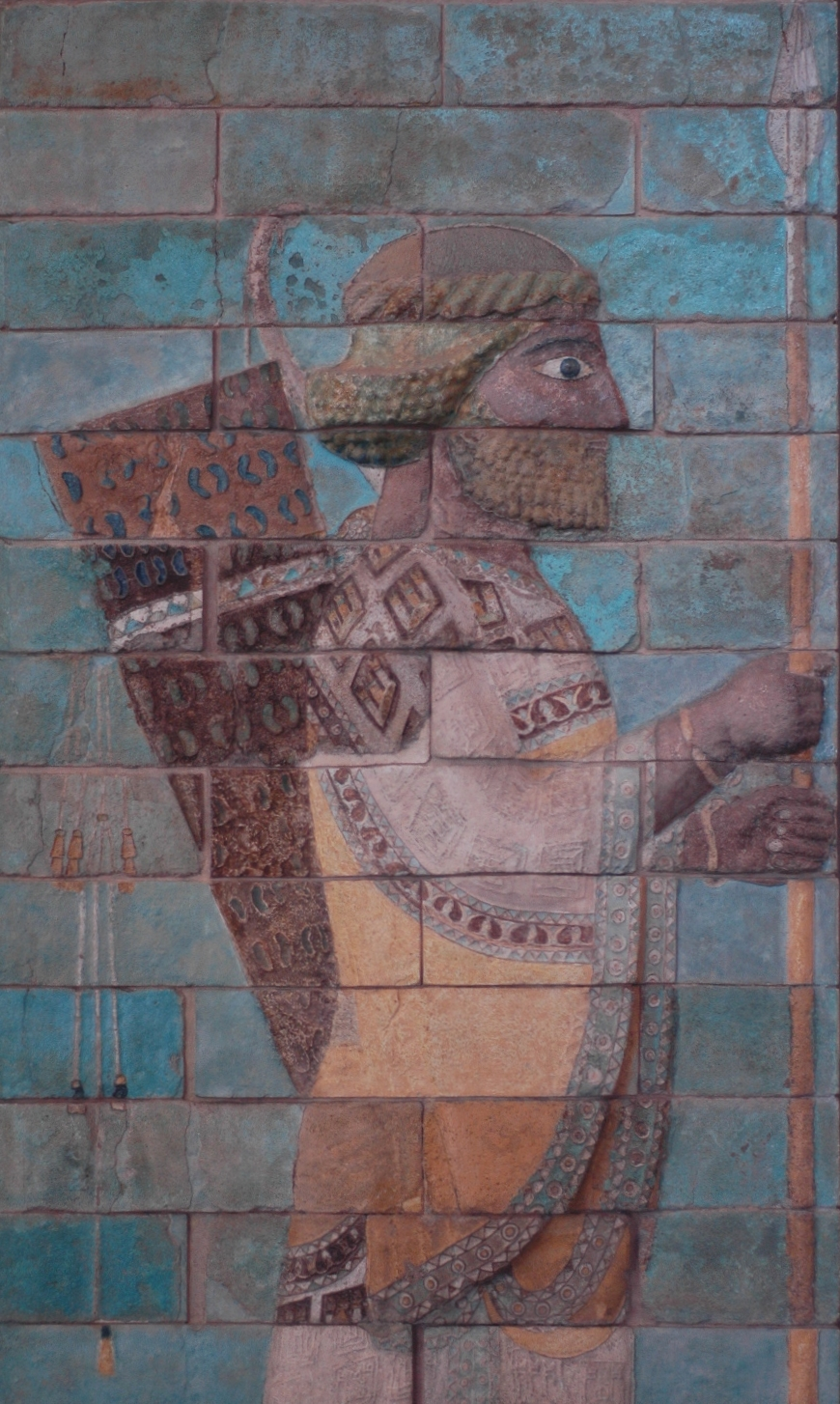
Lancero, detalle del friso de los arqueros del palacio de Darío en Susa. Ladrillos silíceos vidriados, c. 510 a. C.

Susa era una gran ciudad de Elam, cuya ocupación continuada abarca desde la prehistoria. Debió de contar, en el periodo aqueménida, con una serie de montículos a orillas del río Shaur. 
Su nombre aparece en las tablillas de Persépolis. Darío I inició un ambicioso programa de edificación en la ciudad, hacia el 519 a. C., probablemente antes de la construcción de Persépolis. Los palacios que ocuparon unas cinco hectáreas se construyeron en la parte norte.. El palacio consta de dos partes: una apadana en la parte septentrional y un vasto edificio de adobe organizado en torno a cuatro patios al estilo mesopotámico en la parte meridional.
En la sala central de la apadana había 36 columnas erigidas sobre basas también cuadradas. La apadana estaba rodeada en tres de sus lados por pórticos en los que las basas tenían forma acampanada. Todas las columnas estaban rematadas con capiteles con dos toros.
Cuatro de las basas cuadradas tenían inscripciones cuneiformes trilingües en las que se afirmaba que Artajerjes había construido el palacio (o quizás solo una parte) tras un incendio sucedido durante el reinado de su abuelo, Artajerjes I. Los patios de la zona meridional estaban decorados con frisos de ladrillos vidriados.

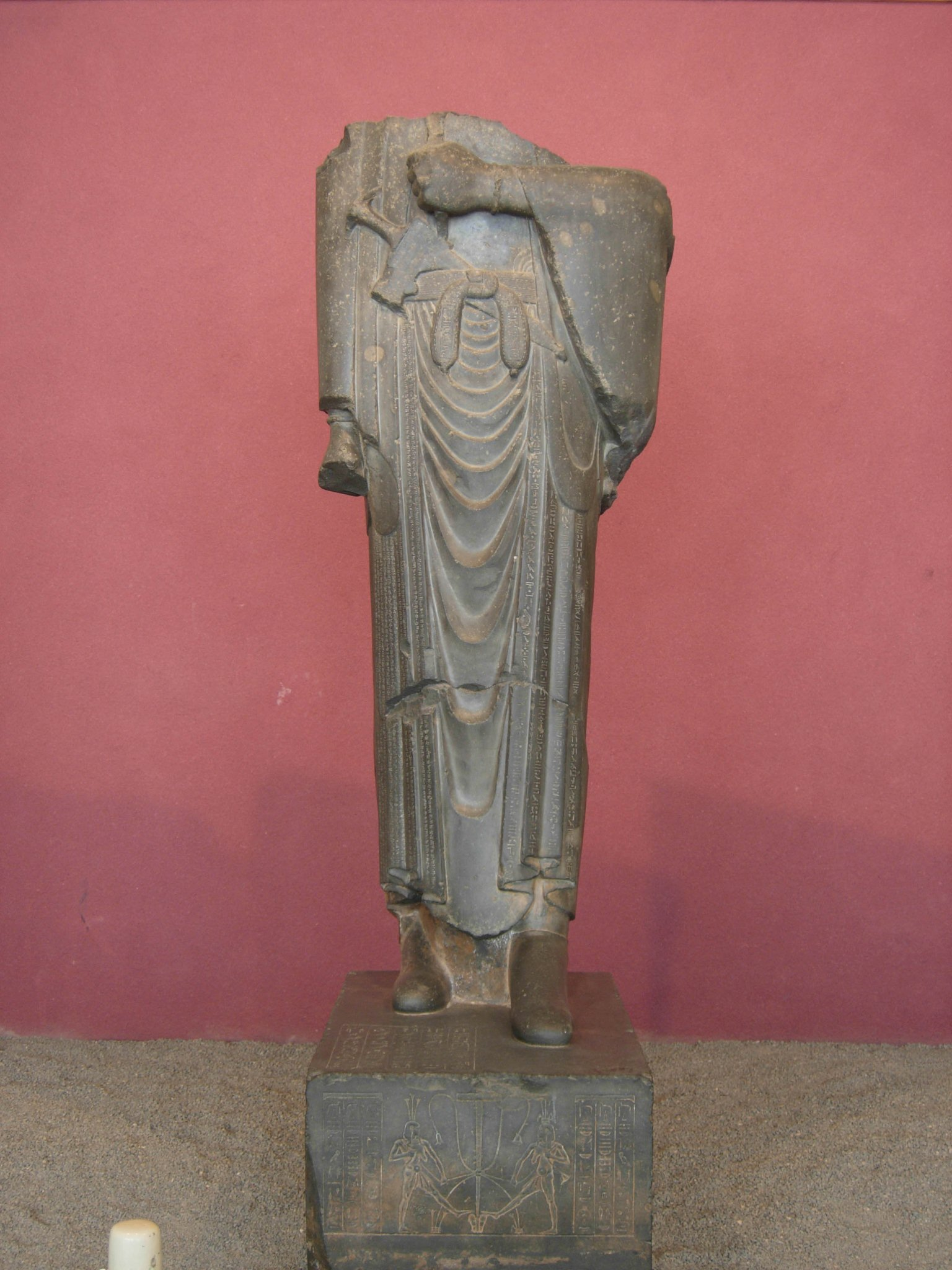
Estatua de Darío I en Susa.

El acceso al palacio se hacía por una puerta monumental donde se encontró una estatua de Darío I, esculpida en Egipto y trasladada a Susa.
En otra parte de Susa se construyó el denominado palacio Donjon, que cuenta con elementos arquitectónicos aqueménidas, como son relieves de piedra en los que figuran miniaturas, algunas de ellas subiendo escaleras, basas de forma acampanada y dos plintos cuadrados.
Se halló también un pozo que contenía una colección de objetos de marfil de la época aqueménida.
En el tercero de los montículos principales (la acrópolis) se encontraron dos ataúdes de bronce en forma de bañera en el interior de una tumba abovedada. Uno estaba vacío, pero el otro guardaba un esqueleto y una colección completa de joyas, un vaso de plata y dos alabastrones.
Al otro lado del río Shaur, es decir al oeste del palacio de Darío, se encuentra uno de Artajerjes II. Cabe mencionar que a unos 4 km al norte del palacio de Darío, la arqueóloga francesa Jane Dieulafoy, sacó a la luz algunos restos arquitectónicos que pensó pertenecían a una apadana.

### Babilonia

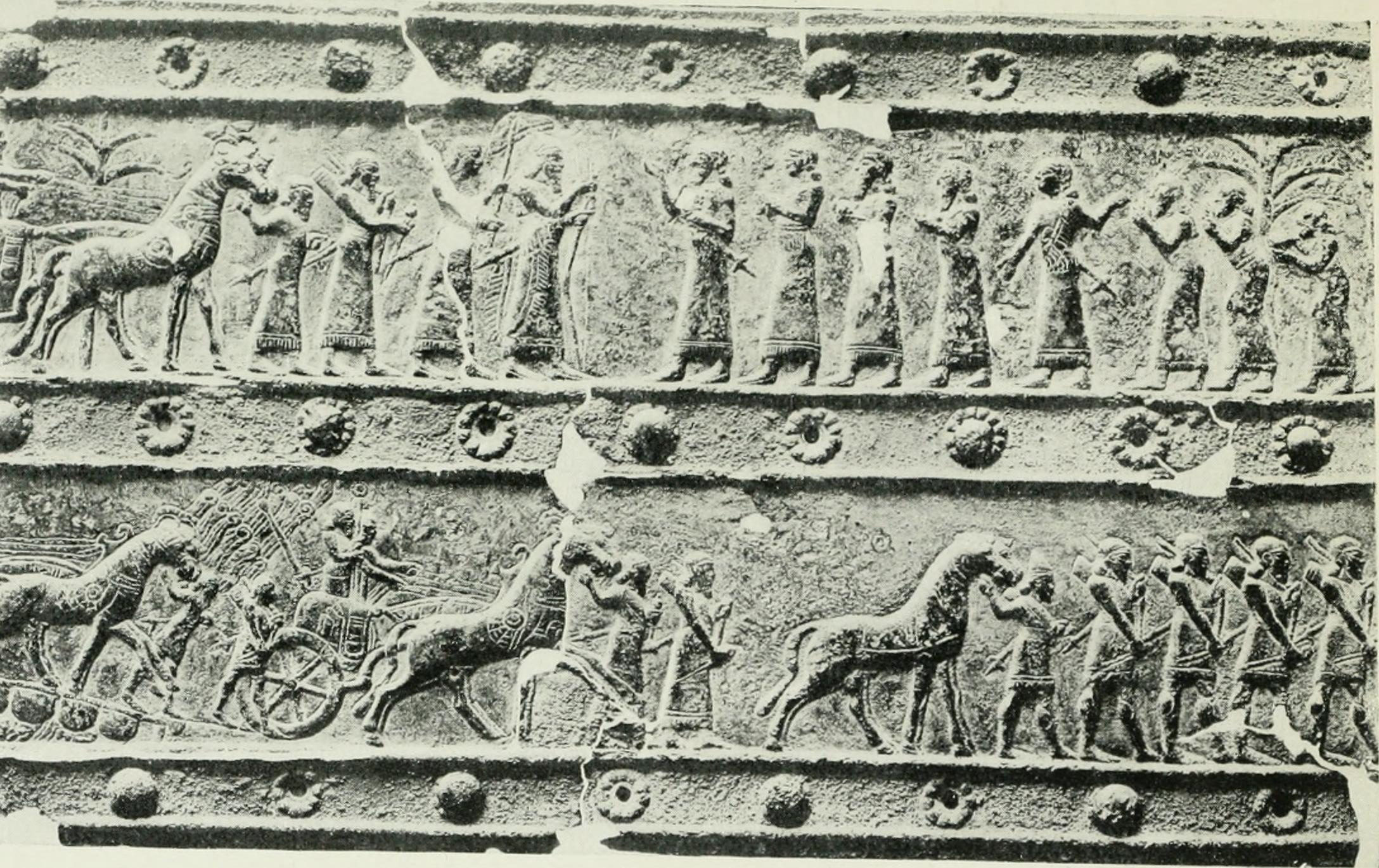
Historia de Babilonia desde la fundación de la monarquía (arriba) hasta su caída y la conquista persa (abajo).

Según Heródoto, durante la época aqueménida Babilonia era la satrapía que pagaba más tributos, lo que presumiblemente reflejaría la riqueza agrícola de la zona y sus posibilidades para la producción de grandes cantidades de grano.
Se sabe que se construyó un palacio aqueménida en Babilonia, probablemente por orden de Artajerjes II, con una sala central de columnas y un pórtico flanqueado por torres cuadradas: Las basas de piedra son acampanadas o consisten en un simple bocel. Las paredes externas estaban decoradas  con paneles de ladrillos vidriados en los que aparecían soldados de la guardia real aqueménida.
Cerca de este palacio se halló un capitel muy mutilado con dos prótomos de toros espalda con espalda. Se hallaron dos fragmentos de basalto con la inscripción de Behistún en babilonio, quizás acompañada originalmente por un relieve de Darío I.
Existen evidencias de construcciones monumentales de estilo aqueménida en otros puntos de Babilonia como Abu Chulfat, en Hatab, a unos 40 km al sureste de Nippur, donde se han hallado basas acampanadas.
Además de la propia Babilonia continuaron erigiéndose de estilo mesopotámico tradicional y existen asimismo muchas tumbas. Hay asentamientos con ocupación aqueménida en Kish, Nippur, Ur, Uruk, Isin, Tell ed-Der y Borsippa.

### Asiria
En contraste con Babilonia, Asiria fue un páramo durante la época aqueménida, ya que la mayoría de las ciudades se abandonaron o estuvieron escasamente pobladas. Jenofonte, que pasó por Asiria con la Expedición de los Diez Mil mercenarios griegos en el 401 a. C., afirma que Nínive (Aspila) estaba abandonada y en ruinas, y que Nimrud era una ciudad desierta con la excepción de algunos refugiados en el zigurat.
Cabe mencionar asentamientos de menores dimensiones de Asiria, como un pequeño palacio fortificado de la época aqueménida en Tell ed-Daim, al noreste de Kirkuk. Asimismo algunos asentamientos del Proyecto de Recuperación de la Presa de Eski Mosul en los que han aparecido restos aqueménidas (algunas piezas de cerámica), como Kharabeh Shattani y Tell Jigan (una tumba).

### Siria

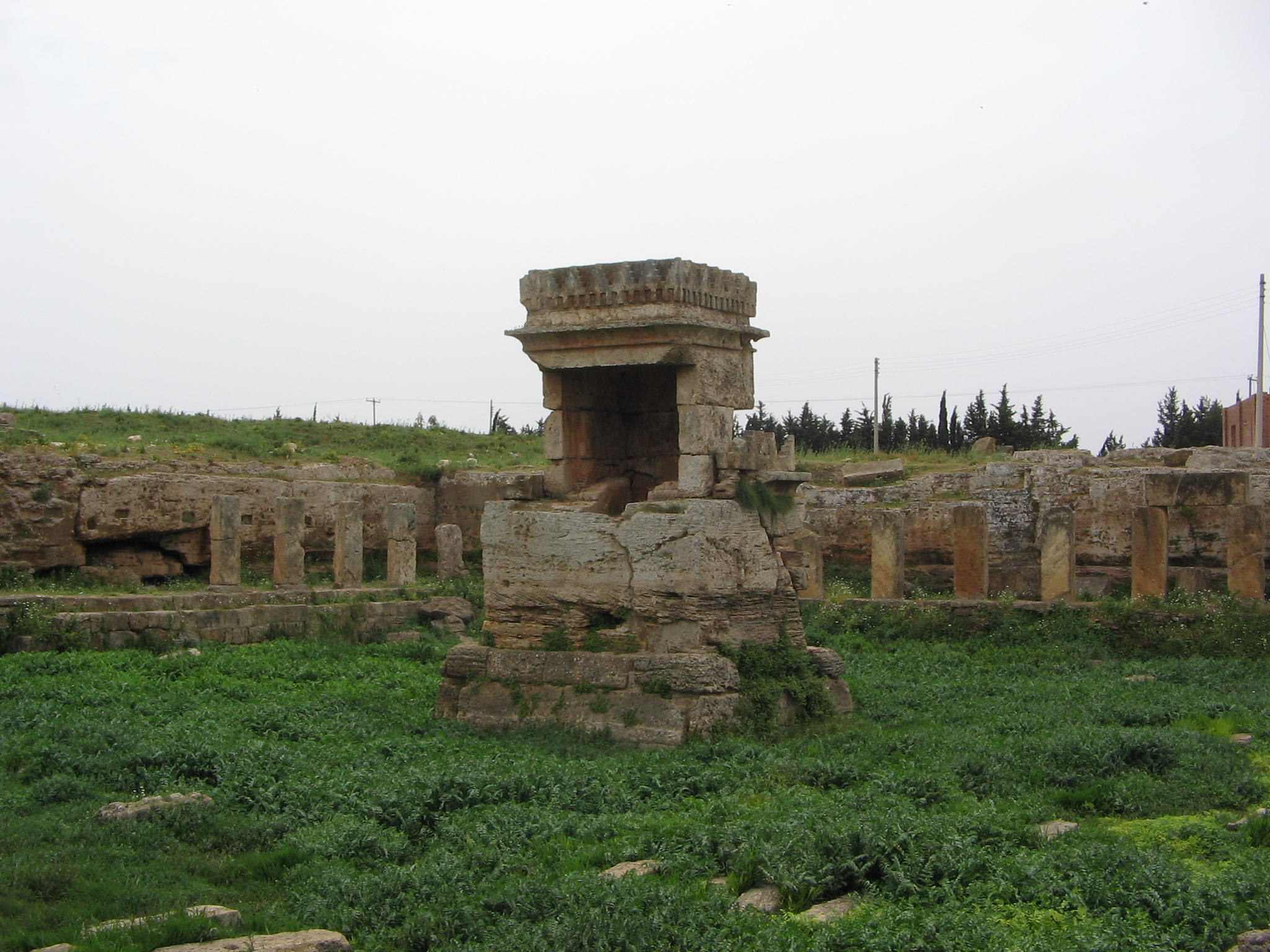
Recinto del templo fenicio de Amrit. El santuario del centro se conoce como Ma'abed (‘el templo’).

En Siria existen varias necrópolis de importancia, entre las que destacan la de Deve Hüyuk, al oeste de Karkemish, en el río Éufrates; y la de Neirab, diez kilómetros al sur de Alepo. Las tumbas de Deve Hüyuk contienen una amplia variedad de armas, arreos, joyas, artículo de tocador, vasijas, vasos de bronce y figuritas. Muchos de esos objetos son característicos del período aqueménida. En cambio, son escasos los edificios monumentales, salvo la excepción del complejo religioso a los dioses fenicios Melkart y Eshmún en el asentamiento costero de Amrit, 8 km al sur de Tartus. Los detalles arquitectónicos del santuario central muestran cierta influencia egipcia. Además de este templo (Ma'abed) hay dos torres funerarias (meghazi), una de ellas de estilo aqueménida en torno a la base.
La presencia de construcciones monumentales en la costa siria, y no en el interior, responde a las prioridades aqueménidas, ya que los sátrapas (gobernantes) aqueménidas estaban muy interesados en mantener buenas relaciones con las ciudades costeras de Fenicia, de cuyas flotas dependían para invadir Egipto y para batallar contra Grecia.

### Líbano

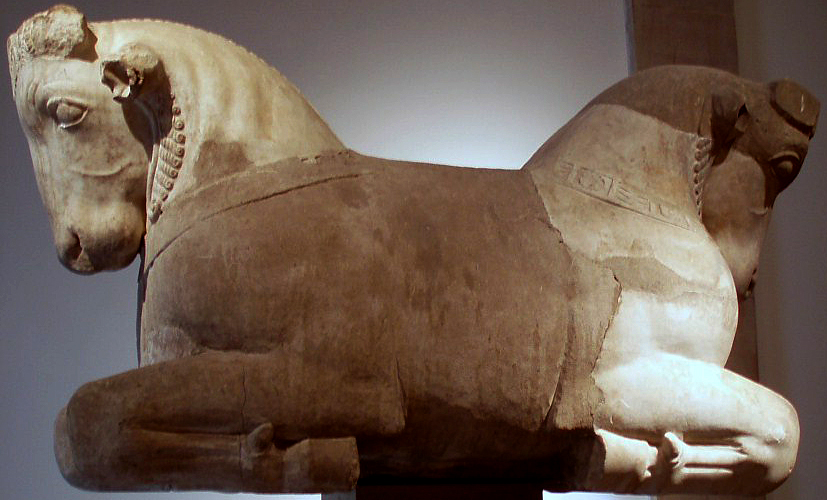
Capitel con prótomo de toros hallado en el Templo de Eshmún, Museo Nacional de Beirut.

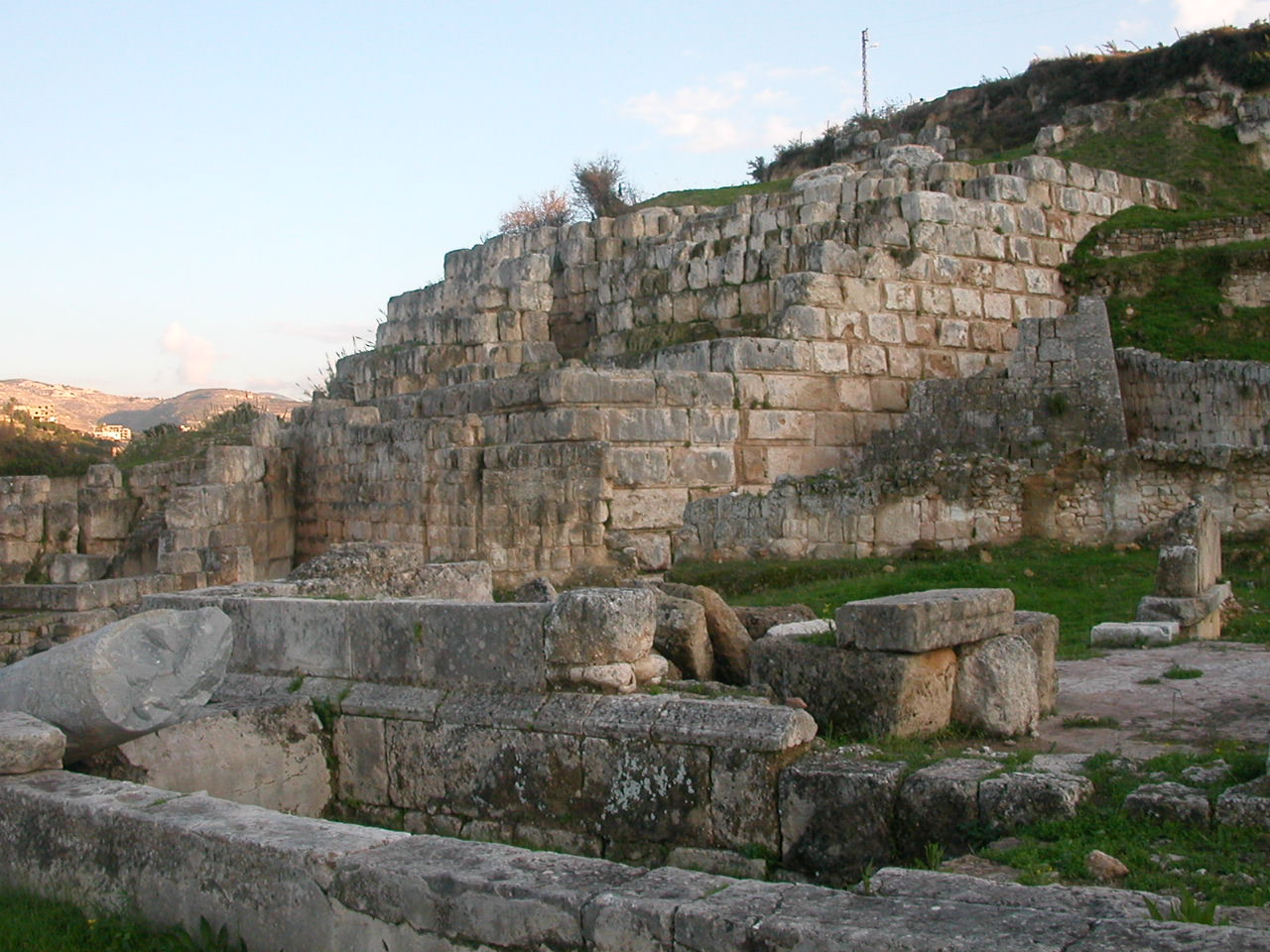
Ruinas del muro de sillería del santuario de Eshmún.

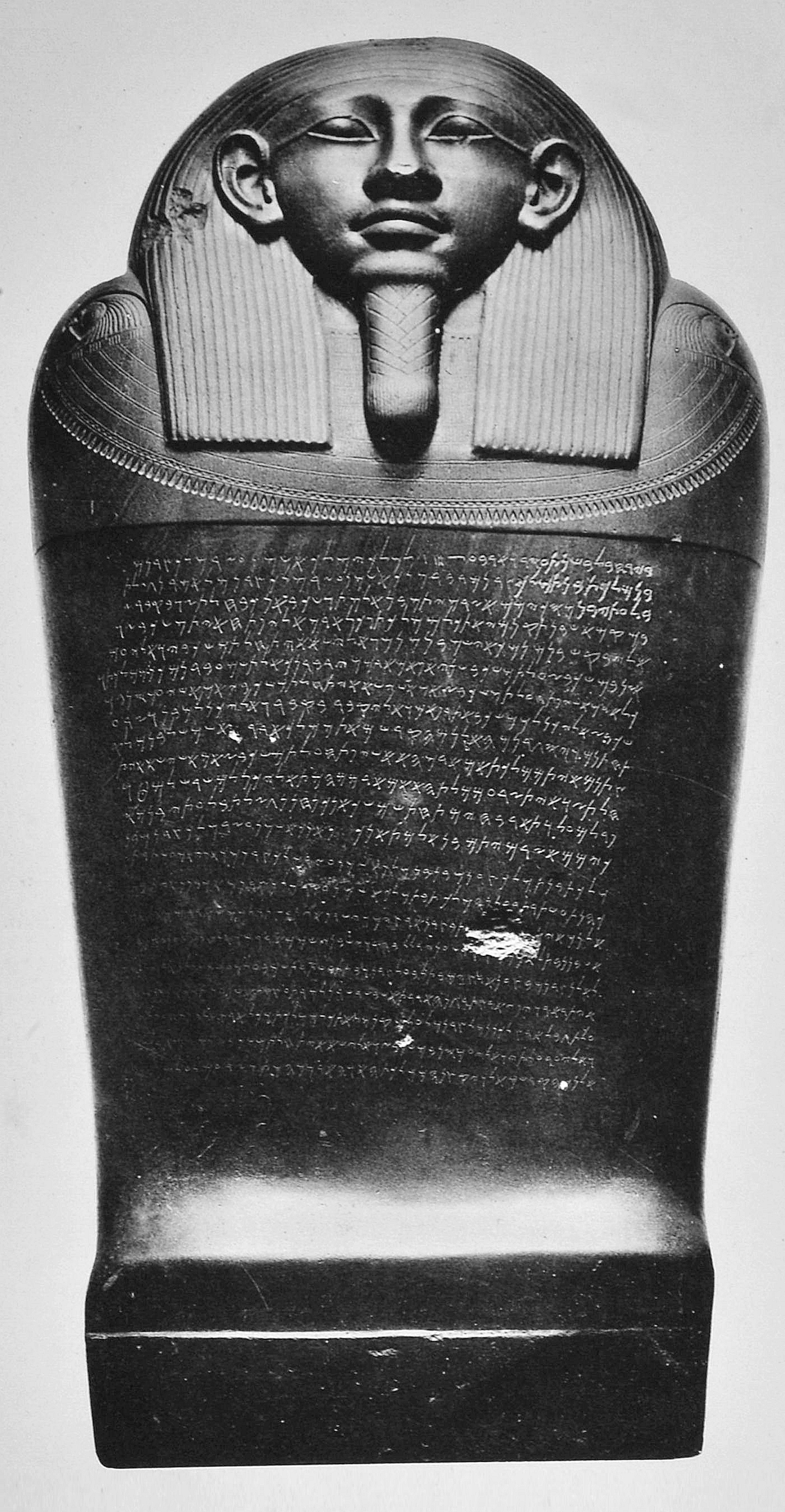
Sarcófago de Eshmunazar II.

En Líbano, el centro más importante de la época aqueménida fue probablemente la ciudad portuaria de Sidón. Dentro de la ciudad moderna de Sidón quedan pocos rastros del período aqueménida, pero en el siglo XIX se encontró un capitel con prótomo de toros de piedra blanca (véase imagen de arriba). Parece tratarse de un indicio de la existencia de un edificio tipo apadana. Al norte de la ciudad moderna, se levanta el templo de Eshmún, el dios fenicio de la curación. Se trata de un templo levantado sobre una plataforma de enormes bloques de piedra que en esta región se considera típico del período aqueménida. El rey Eshmunazar II, lo ordenó construir a finales del siglo VI a. C.; el edificio principal del santuario no comenzó a edificarse hasta el reinado del rey Bodashtart. Un sarcófago de piedra encontrado en la necrópolis de Magharat Abloun (‘la caverna de Apolo’), contiene los restos de Eshmunazar. Allí se exhumaron una serie de sarcófagos con tapa que presentan en un extremo un rostro humano en relieve y en el otro una repisa. Todos ellos, incluido el de Eshmunazar, están inspirados en los sarcófagos antropoides egipcios y son típicos de los siglos V y IV a. C. en Sidón. El material solía ser piedra blanca.

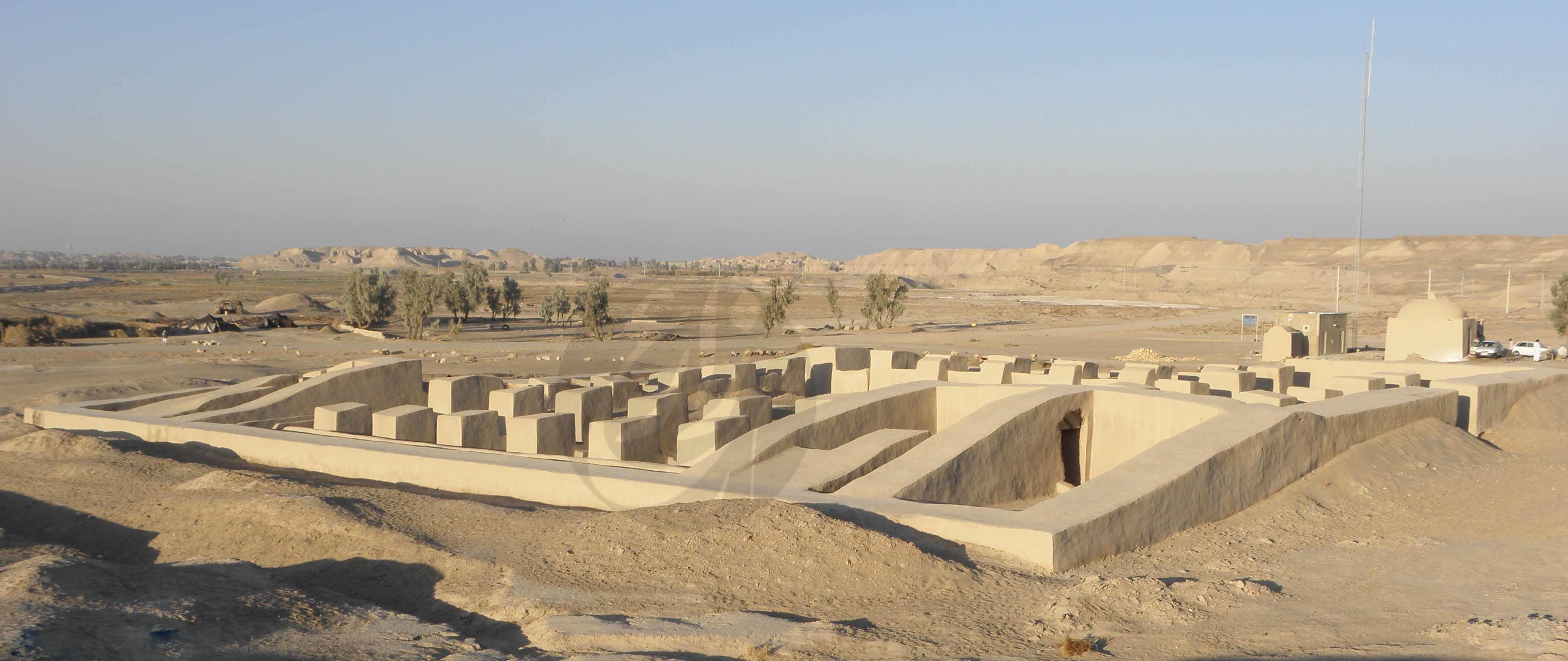
Dahan-e Gholaman.

La necrópolis más destacable cercana a Sidón es la de Helaliyeh. Situada en la zona noroeste y descubierta por Hamdy Bey, director del Museo Imperial de Constantinopla. Contenía además de sarcófagos antropoides de época aqueménida, ataúdes de piedra rectangulares, profusamente decorados del período helenístico , entre ellos el famoso sarcófago de Alejandro Magno, expuesto en el Museo Arqueológico de Estambul.Corresponde a un gobernante desconocido, pero lleva el nombre del rey macedonio porque este aparece de manera destacada en la decoración tallada, con representaciones de escenas de guerra y caza.
Además del templo de Eshmún hay una construcción monumental en Biblos. Consiste en una estructura fortificada con bloques de piedra, conocida como el «Castillo persa».
El arte aqueménida está bien representado en otros lugares de Líbano, como la necrópolis de Kamid el-Loz, lugar donde se han exhumado muchas tumbas.

### Asia Central
Entre 1976 y 1991, los arqueólogos rusos excavaron el yacimiento de Takhti-Sangin (Tayikistán), a unos 5 km al norte de Takht-i Kuwad. hallaron un templo en una ciudadela emplazada en un recinto de 75 h2. La sala hipóstila central de este templo estaba rodeada de almacenes done se encontraron más de 5000 objetos que van del siglo VI a. C. al III d. C. Al parecer el templo se erigió al final de la época aqueménida o un poco después, aunque algunas piezas provienen de esa época.

### Irán oriental
En Irán oriental, en Sistán, más allá de los desiertos occidentales, el yacimiento de mayores dimensiones es Dahan-e Gholaman, probablemente capital de satrapía aqueménida, excavado por un equipo italiano en 1962-1966.. Se descubrió las plantas de siete edificios, uno de ellos tal vez de carácter religioso, pero que en ningún caso se trata de un templo dedicado al fuego, como se ha especulado en ocasiones.

## Las formas de arte de los palacios reales
El material artístico de los yacimientos reales persas es bastante limitado en cantidad, pero basta para ilustrar las características esenciales del arte áulico de este periodo, que simboliza el poder del imperio y sintetiza las influencias aportadas a su centro por artesanos de diversas regiones. Está representada sobre todo por las esculturas en bajorrelieve de los edificios palaciegos, los ladrillos vidriados que adornaban otros y las vajillas de metal precioso.

### Monumentos y tumbas

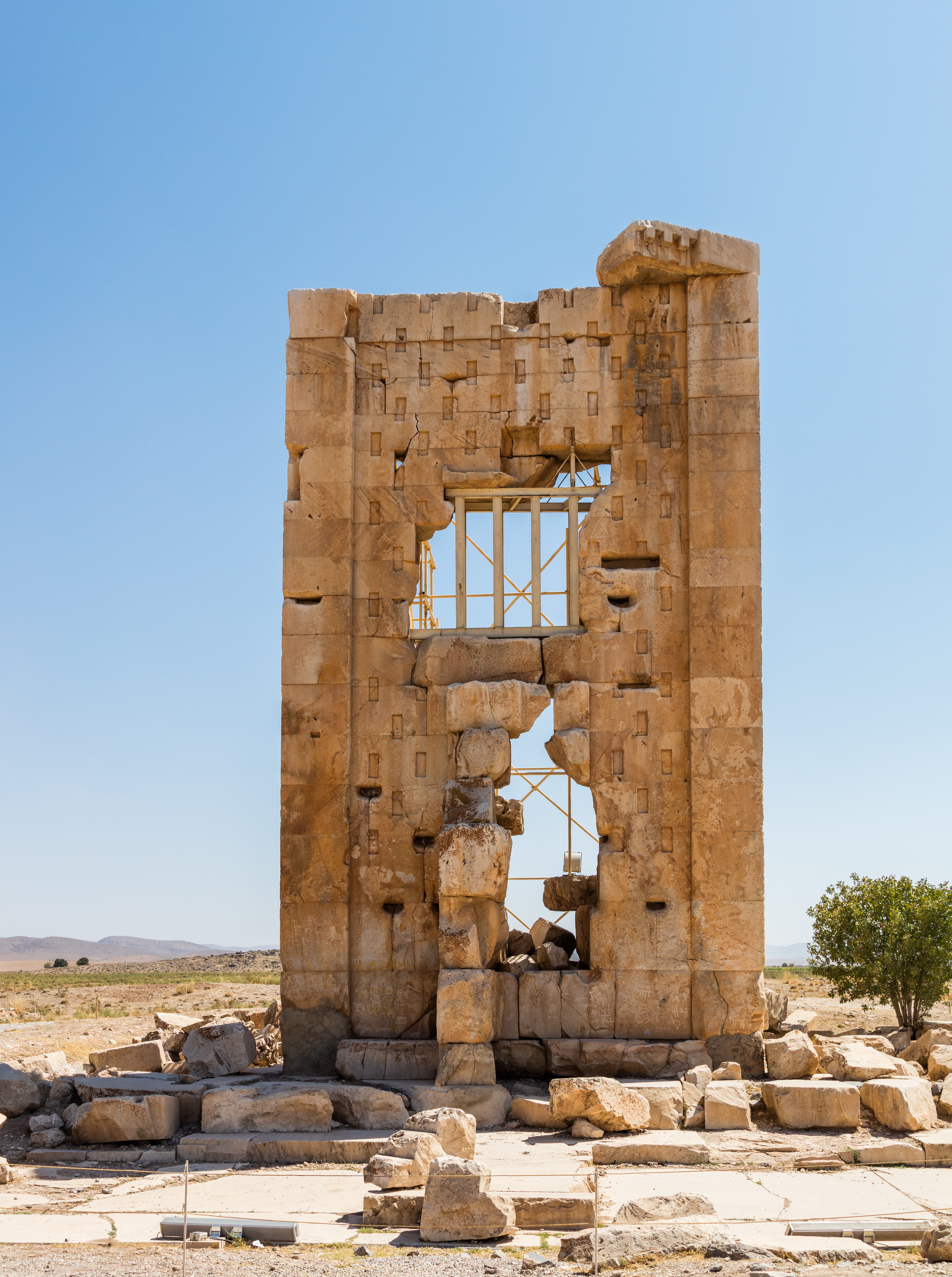
La Zendan-e-Soleiman (cárcel de Salomón).

El complejo de monumentos religiosos de la época de los aqueménidas más antiguo es Naqsh-e Rostam, que está situado en una llanura a unos kilómetros de Persépolis. Lugar sagrado del antiguo Irán, venerado ya antes de la época de los aqueménidas hasta la época sasánida, albergó monumentos aqueménidas desde finales del siglo VI hasta finales del siglo V a. C. Allí se construyeron cuatro sepulturas (de Darío I, Jerjes II, Artajerjes II y Darío II), abiertas en la roca de Kuh-e Rahmat, y la torre Ka'aba de Zoroastro, que está prácticamente enfrente de la sepultura de Darío I. Se ha especulado que también Darío III fue enterrado ahí. En Naqsh-e Rostam hay una estructura peculiar conocida como Kaba-e-Zardusht, que es una torre de piedra con ventanas condenadas y pequeñas hornacinas empotradas comparable con la Zendan-e-Soleiman (‘cárcel de Salomón’) de Pasargada, cuya función no se ha dilucidado.

Vista panorámica de Naqsh-e Rostam.

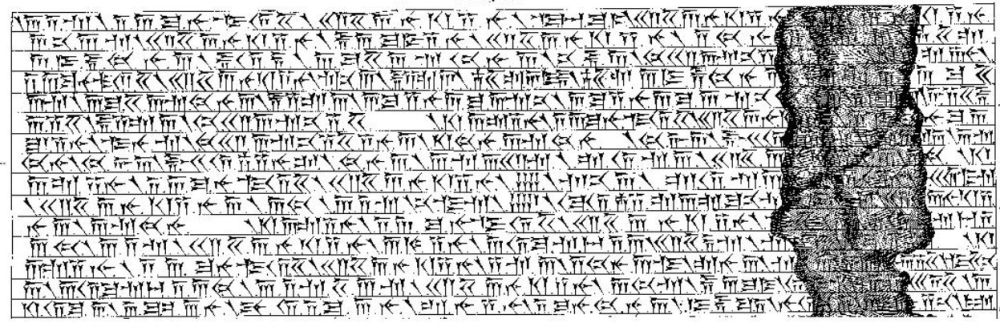
Inscripción de Behistún, columna 1 (DB I 1-15).

El monumento más antiguo del complejo es la tumba de Darío I, abierto en un espacio cuadrado en la roca. Esta tumba y sus relieves, al igual que su simbolismo religioso, se convirtieron en canon; las tumbas de los reyes aqueménidas posteriores repiten las mismas formas y mismos relieves. Este, en concreto, se halla en Media y se trata de un relieve en la roca de Behistún, a 149 km al oeste de Hamadán.  Está situado en lo alto de un acantilado que da al gran camino de Jurasán, la antigua carretera que unía Bagdad con Kermanshah, Hamadán y Teherán. La montaña en sí se consideraba sagrada, y a su pie hay una serie de manantiales que convergen en un estanque y un riachuelo. La escultura se talló en el 520-519 a. C. para conmemorar la represión de una rebelión por parte de Darío al inicio de su reinado. Muestra al rey con el pie izquierdo sobre el cuerpo postrado del dirigente de los insurrectos, Gaumata (el falso Esmerdis). Ante él tiene a nueve rebeldes unidos por una cuerda atada al cuello y cuya procedencia de varias partes del imperio queda identificada con epítetos en escritura cuneiforme. El último de la fila es un escita con tocado puntiagudo. Por encima de los rebeldes aparece una figura divina dentro de un disco alado que puede ser Ahura Mazda, el rey muerto o la gloria divina (khvarnah o farr). Acompañan al relieve de la roca largas inscripciones en escritura cuneiforme, como ya se ha dicho, y en tres lenguas diferentes: persa antiguo, elamita y babilonio. Las tres versiones contienen más o menos el mismo texto, que cuenta cómo Gaumata logró el trono haciéndose pasar por Esmerdis (en persa antiguo: 𐎲𐎼𐎮𐎡𐎹, en persa بردیا Bardiyā), el hermano asesinado de Cambises II. Darío lo derrotó y acabó con su vida, antes de sofocar varias rebeliones en diversos lugares del imperio. Las inscripciones terminan con un agradecimiento a Ahura Mazda. Los textos trilingües fueron decisivos para descifrar la escritura cuneiforme a mediados del siglo XIX.

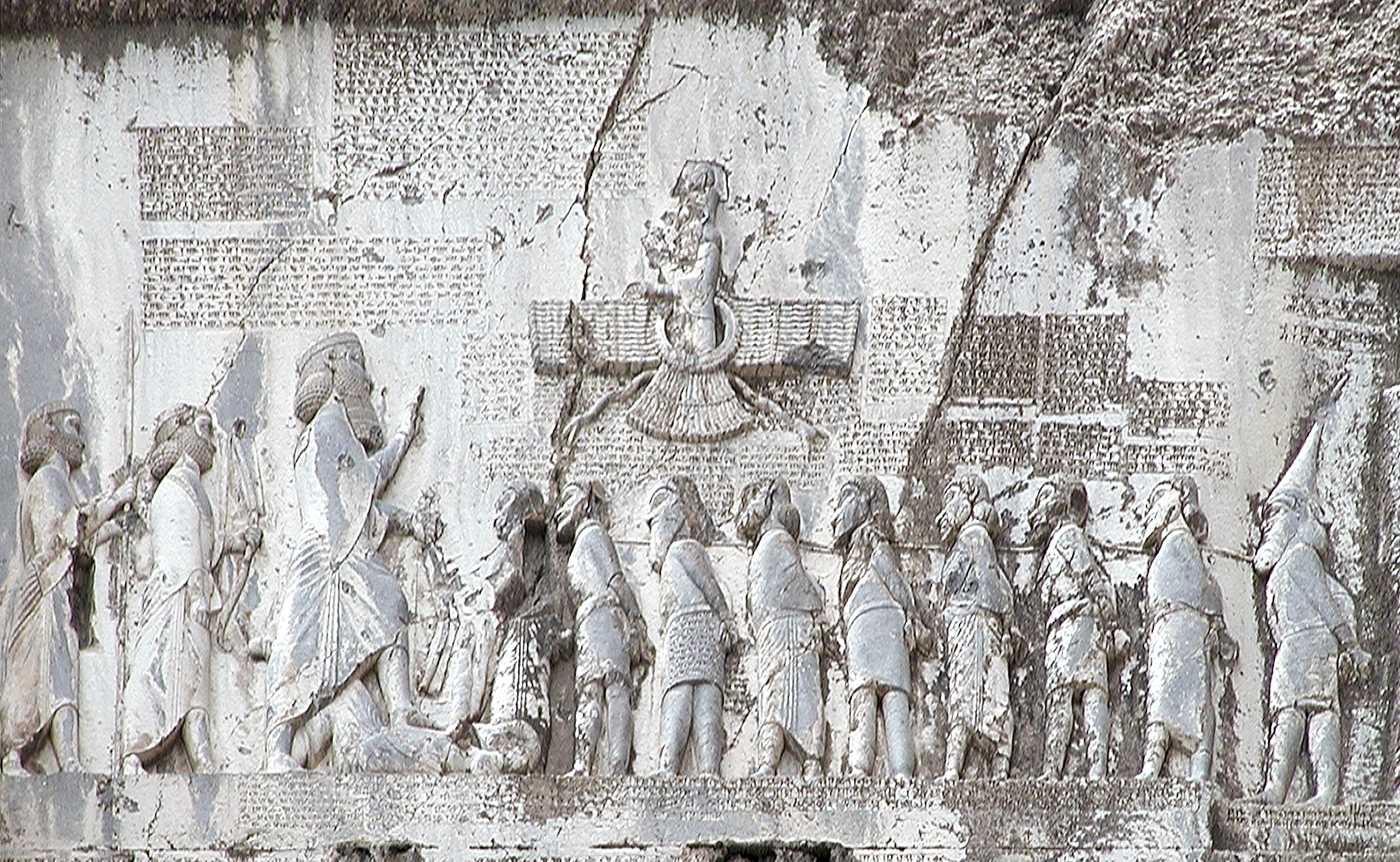
Inscripción de Behistún.

Este tipo de sepulturas tiene antecedentes: las tumbas excavadas en la roca de Urartu. Sin embargo, las sepulturas de Naqsh-e Rostam tiene con ella en común la idea de colocar el cuerpo de los difuntos en nichos tallados en la roca.
El monumento más importante de Pasargada es la tumba de Ciro II, que tiene una cubierta a dos aguas y está situada en una plataforma escalonada y construida con grandes bloques de piedra.
Al este de la explanada de Persépolis, en las laderas de Ku-e-Rahmat se practicaron en la roca tres tumbas que según se cree, correspondía a los reyes Artajerjes II, Artajerjes III y Darío III.
En Ganj Nameh, a 12 km al suroeste de Hamadán, hay otro relieve de Darío en la roca. Está excavado en ladera del monte Alvand. En la roca hay tallado un panel rectangular con inscripciones en persa antiguo, elamita y babilonio en las que se alaba a Ahura Mazda y se ensalza al rey. En las cercanías hay un panel similar datado durante el reinado de Jerjes I, en el que es ensalzado.
En Georgia occidental (la antigua Cólquida) se han descubierto tesoros y tumbas de los siglos V y IV a. C., como son los sepulcros de Sairkhe, Pichvanari y Vani. Cabe mencionar el tesoro de Kazgeb y la tumba de Ajalgori (actual ciudad de Leningor), de finales del siglo IV a. C. en la Iberia caucásica.

### Escultura

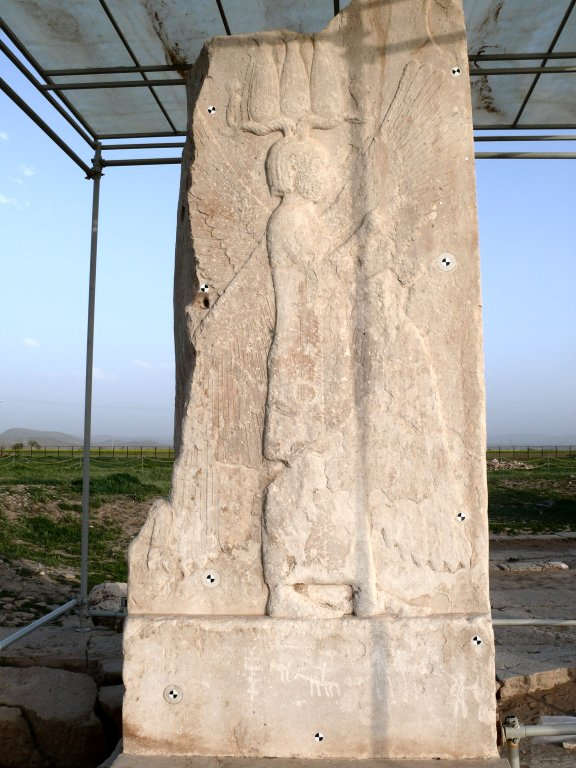
Genio guardián alado tallado en bajorrelieve, Pasargada: esta figura incorpora elementos asirios (alas), elamitas (vestimenta) y egipcios (corona).

La forma más conocida y extendida de la escultura aqueménida es el bajorrelieve, sobre todo en Persépolis, donde los bajorrelieves decoraban habitualmente las escaleras, los laterales de las plataformas del palacio y los interiores de las vanos. También se supone que se utilizaban en la decoración de las salas hipóstilas. Es posible ver inspiraciones egipcias y asirias, incluso griegas por la delicadeza de la ejecución. La mayoría de los estereotipos de las antiguas representaciones orientales están presentes: todos los personajes están representados de perfil; si la perspectiva está presente a veces, los diferentes planos están generalmente representados uno debajo del otro; no se respetan las proporciones entre los personajes, los animales y los árboles; el principio de isocefalia se aplica estrictamente, incluso en las diferentes escaleras. Los temas representados son desfiles de representantes de los pueblos del imperio, nobles y guardias persas, escenas de audiencia, representaciones reales y luchas entre un héroe real y animales reales o imaginarios. Estos bajorrelieves destacan por su calidad de ejecución, cada detalle está representado con gran delicadeza.

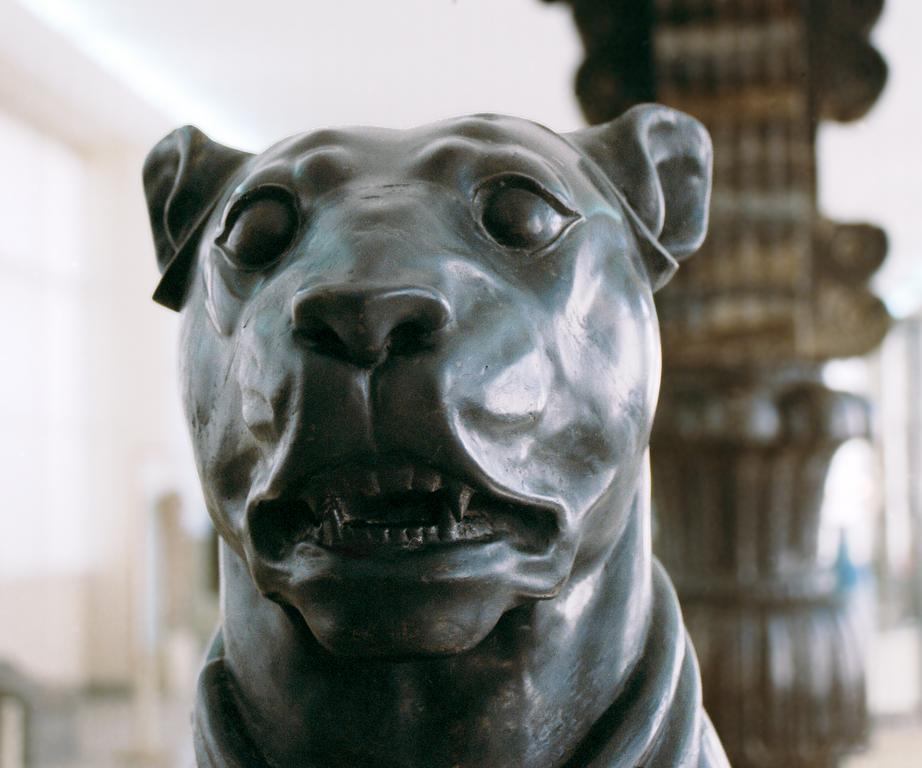
Estatua de un perro, de la torre sureste de la Apadana, Museo Nacional en Teherán.

Se conocen muy pocas esculturas aqueménidas en bulto redondo; la de Darío, encontrada en Susa, es la más conocida (véase al lado). Sin embargo, no es un ejemplo único; por ejemplo, Plutarco menciona que en Persépolis había una gran estatua de Jerjes I.
Sin embargo, muchos elementos decorativos pueden considerarse de bulto redondo. Se utiliza sobre todo para representaciones de animales reales o de la mitología, a menudo incluidas como elementos arquitectónicos en portales y capiteles. Son principalmente toros los que se representan como guardianes de las puertas, así como en el pórtico del  Palacio de las 100 columnas. Los capiteles de las columnas terminan con imposturas de prótomos de animales: toros, leones, grifos. Los animales están muy estilizados, sin ninguna variación. También se han encontrado algunas estatuas completamente redondas, como una que representa a un perro, que decoraba una torre de esquina de la Apadana.

#### Policromía

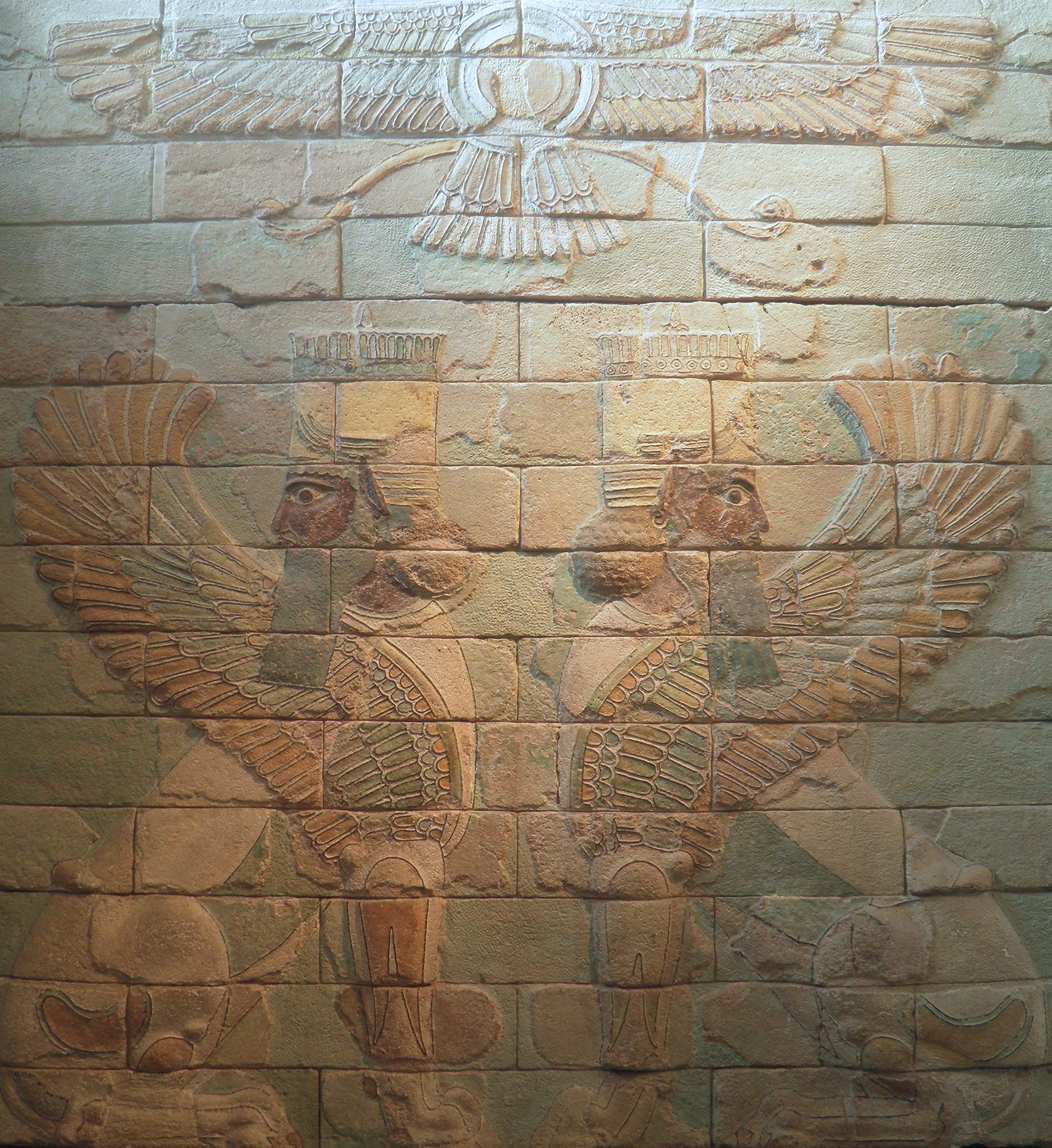
Panel decorativo con esfinges del palacio de Darío I en Susa 522-486 a. C. Museo del Louvre.

A diferencia de Persépolis, los palacios de Susa no tienen bajorrelieves tallados en piedra. La decoración corre a cargo de conjuntos de ladrillos vidriados que crean vastos paneles de cerámica policromada de inspiración mesopotámica. Aparecen figuras de animales (leones, toros, grifos) y representaciones de melóforos como las de los relieves persepolitanos. La policromía desempeña así un papel considerable en el arte representativo aqueménida, transfigurando las figuras y los personajes representados, dando a los palacios un brillo colorido.
A pesar del descubrimiento de la cerámica policromada de Susa, el uso de pinturas coloreadas en Persépolis se ha subestimado a menudo debido a las numerosas alteraciones que sufren los pigmentos con el paso del tiempo. La evidencia de múltiples colores en numerosas piezas de la mayoría de los palacios y edificios persepolitanos atestigua la riqueza y ubicuidad de las pinturas policromas en Persépolis. No se trata solo de pruebas basadas en rastros de pigmentos que persisten en los objetos, sino de pruebas consistentes como aglomerados de pinturas que forman grumos, de colores que se han fijado en masa en cuencos encontrados en múltiples lugares del yacimiento. Estos colores se utilizaban no solo en los elementos arquitectónicos (muros, relieves, columnas, puertas, suelos, escaleras, estatuas), sino también en los tejidos y otros adornos. Los ladrillos vidriados, los revestimientos de yeso rojo o verde-gris, las columnas pintadas y otras colgaduras adornaban los interiores y exteriores de los palacios. La amplia gama de colores encontrados da una idea de la riqueza policromática presente en la época: negro (asfalto), rojo (vidrio rojo opaco, bermellón, ocre rojo), verde, azul egipcio, blanco, amarillo (ocre u oro). Se evoca el uso de pigmentos vegetales, pero no está demostrado hasta la fecha.

### Orfebrería y tesoros

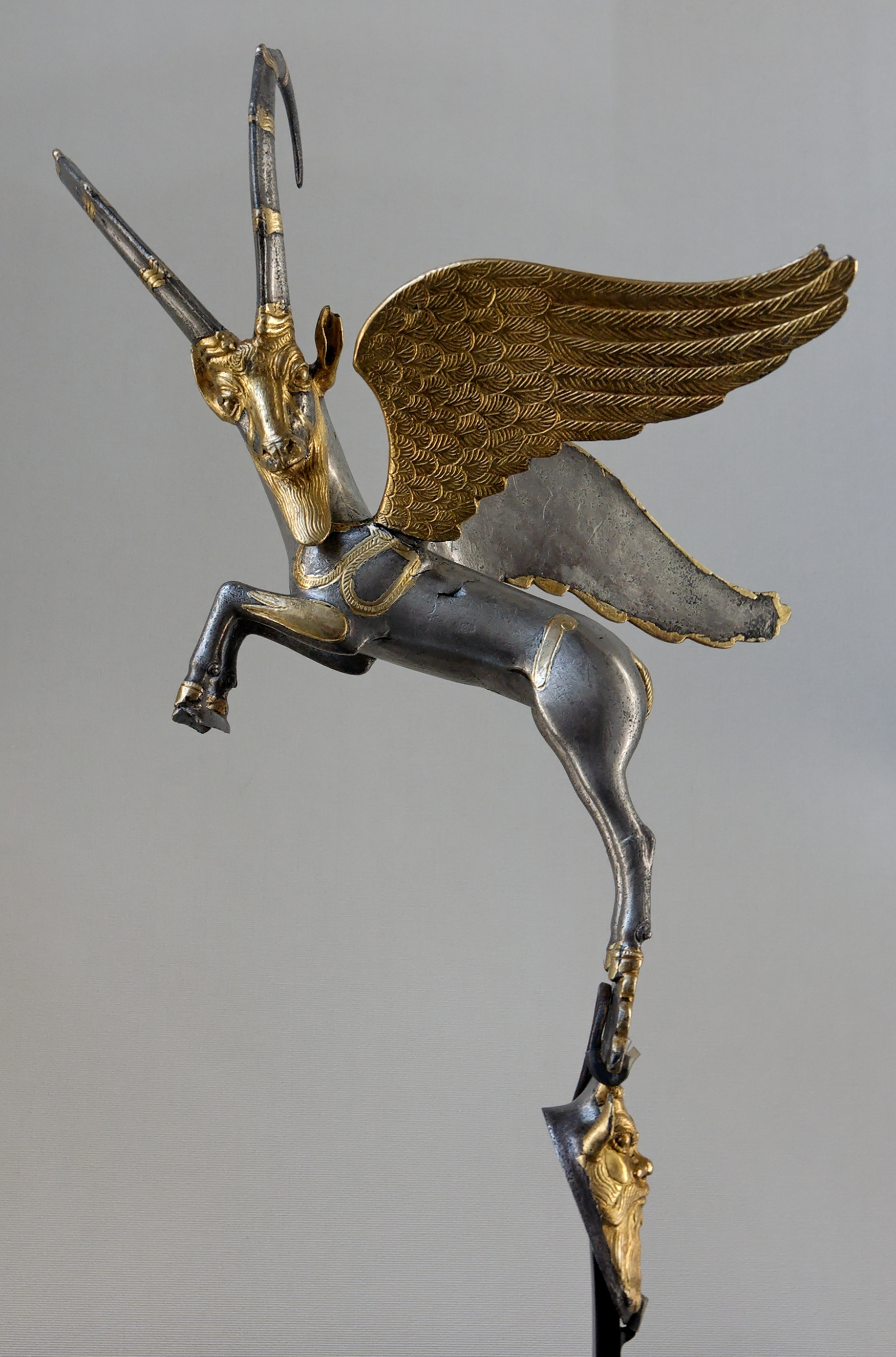
Asa de vaso con forma de íbice alado. Plata parcialmente dorada,, Museo del Louvre.

La orfebrería era un área crucial del tributo impuesto a las naciones subyugadas por los gobernantes persas. Los relieves tributarios, así como las tablillas de Persépolis, ponen de manifiesto la importancia del drenaje de obras de arte por parte de los persas a través de todas sus posesiones

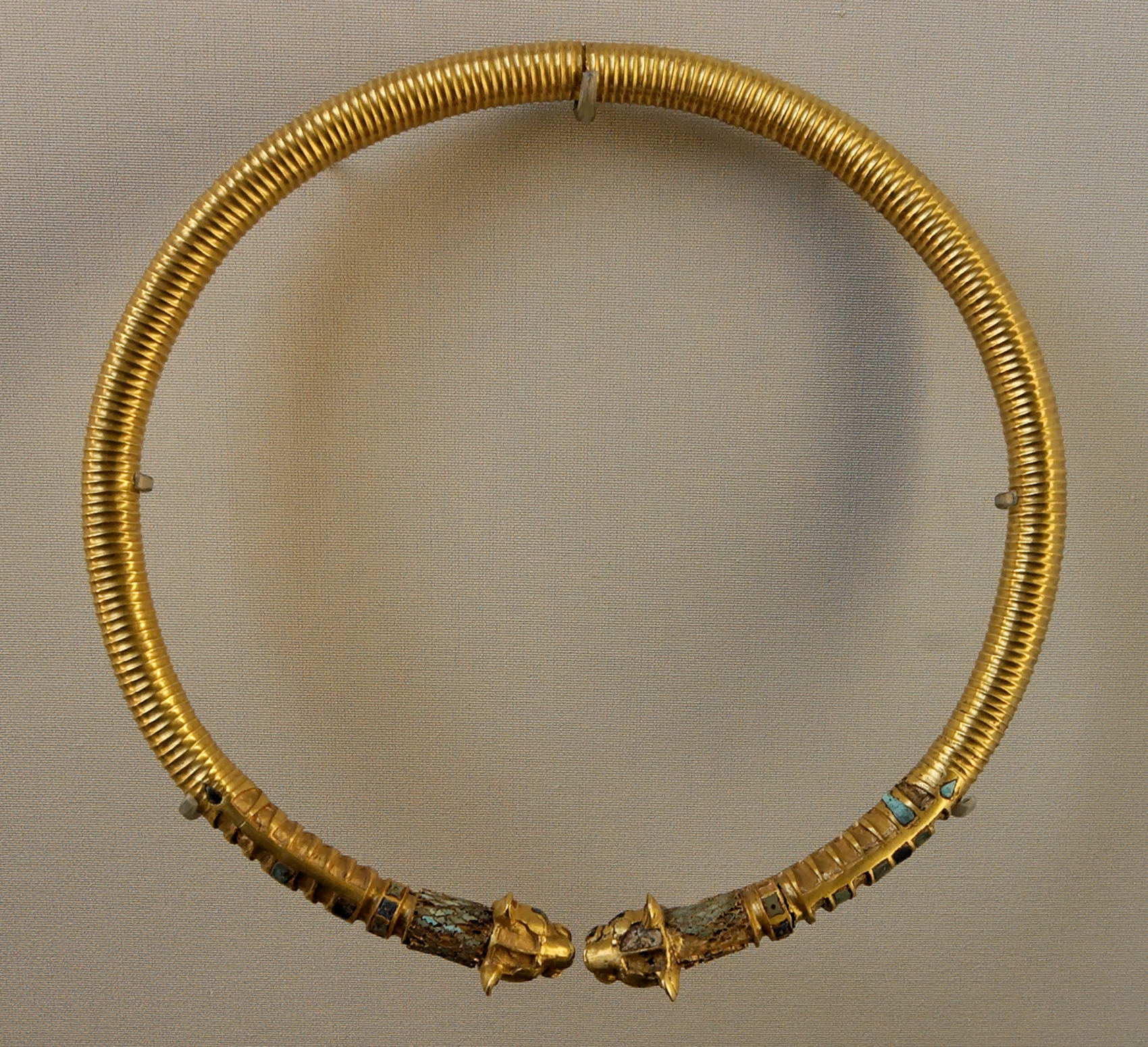
Torque de oro procedente del palacio de Susa. C. 350 a. C. Museo del Louvre.

Los múltiples descubrimientos de numerosas piezas de vajilla hechas de metales preciosos (oro, electro, plata) que datan de la época aqueménida atestiguan la importancia de un arte de la pompa al servicio de suntuosos banquetes durante las fiestas cultuales. Herederos directos del arte metalúrgico de Marlik o de los orfebres griegos, los rimones de oro y plata destacan por su madurez estética y su perfección tecnológica. Asimismo, ánforas de plata, copas, y platos de gaviota, jarrones, joyas. (véase el tesoro del Oxus), adornos, armas ceremoniales, mezcla de clasicismo y sincretismo. Al igual que otros campos artísticos persas, la orfebrería integró así múltiples influencias y habilidades de todo el imperio, que combinó en un nuevo y original estilo real persa.
Si la orfebrería ya estaba desarrollada en el territorio correspondiente al imperio aqueménida en Hasanlu, en Amlach, o en Urartu, la similitud entre ciertas piezas de orfebrería aqueménida y otras procedentes de Marlik es tal que parecen proceder de los mismos talleres, aunque a veces se hayan realizado con algunas décadas o incluso siglos de diferencia. Ciertas analogías estilísticas y temáticas se encuentran en Anatolia, Grecia, Persia y hasta Tracia, y atestiguan la importancia de la difusión del estilo en todo el imperio a través, sobre todo, de las migraciones tribales escitas.
En Pasargada se descubrió un tesoro de joyas escondido en una tinaja enterrada. Tenía más de mil piezas, entre ellas dos brazaletes de oro con cabeza de íbice, tres pares de pendientes también de oro muy trabajado, una cuchara de plata, collares y un botón de oro con decoración de cloisonné. Son piezas que datan de los siglos V y IV a. C., que suponen excelentes ejemplos de la orfebrería aqueménida.
De Asia Central es el tesoro de Mir Zakah, en Afganistán. Es un depósito de monedas, joyas y objetos preciosos hallados en un santuario.
El tesoro de Chaman-i Hazuri, más conocido con el nombre de tesoro de Kabul, es del siglo IV a. C. Contiene una mezcla de monedas aqueménidas y de otros orígenes. A destacar son unas monedas oblongas idénticas a las de dos siclos aqueménidas.

#### Tesoro de Ziwiye

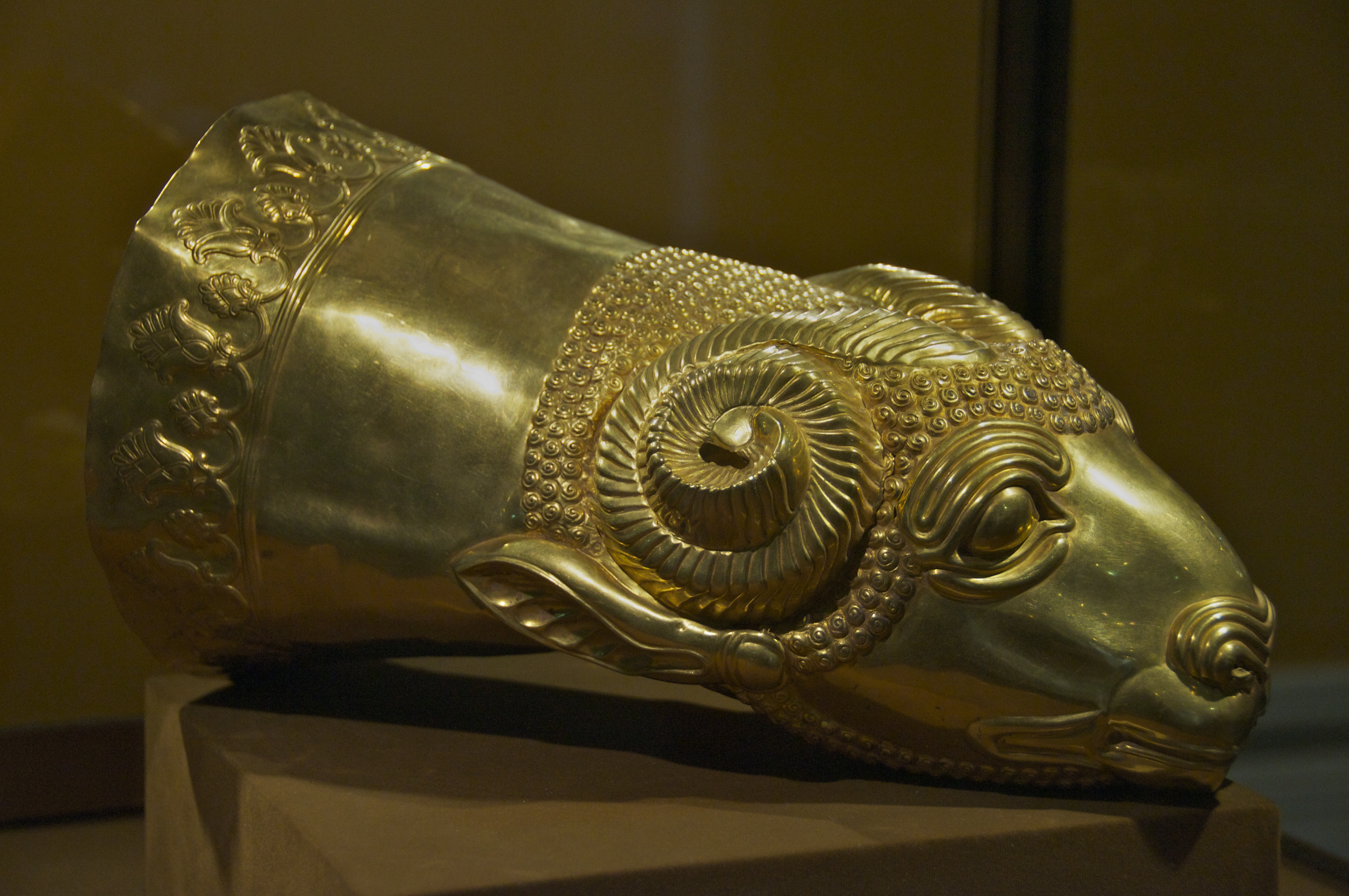
Ritón de oro en forma de cabeza de carnero, Museo Reza Abbasi, Teherán

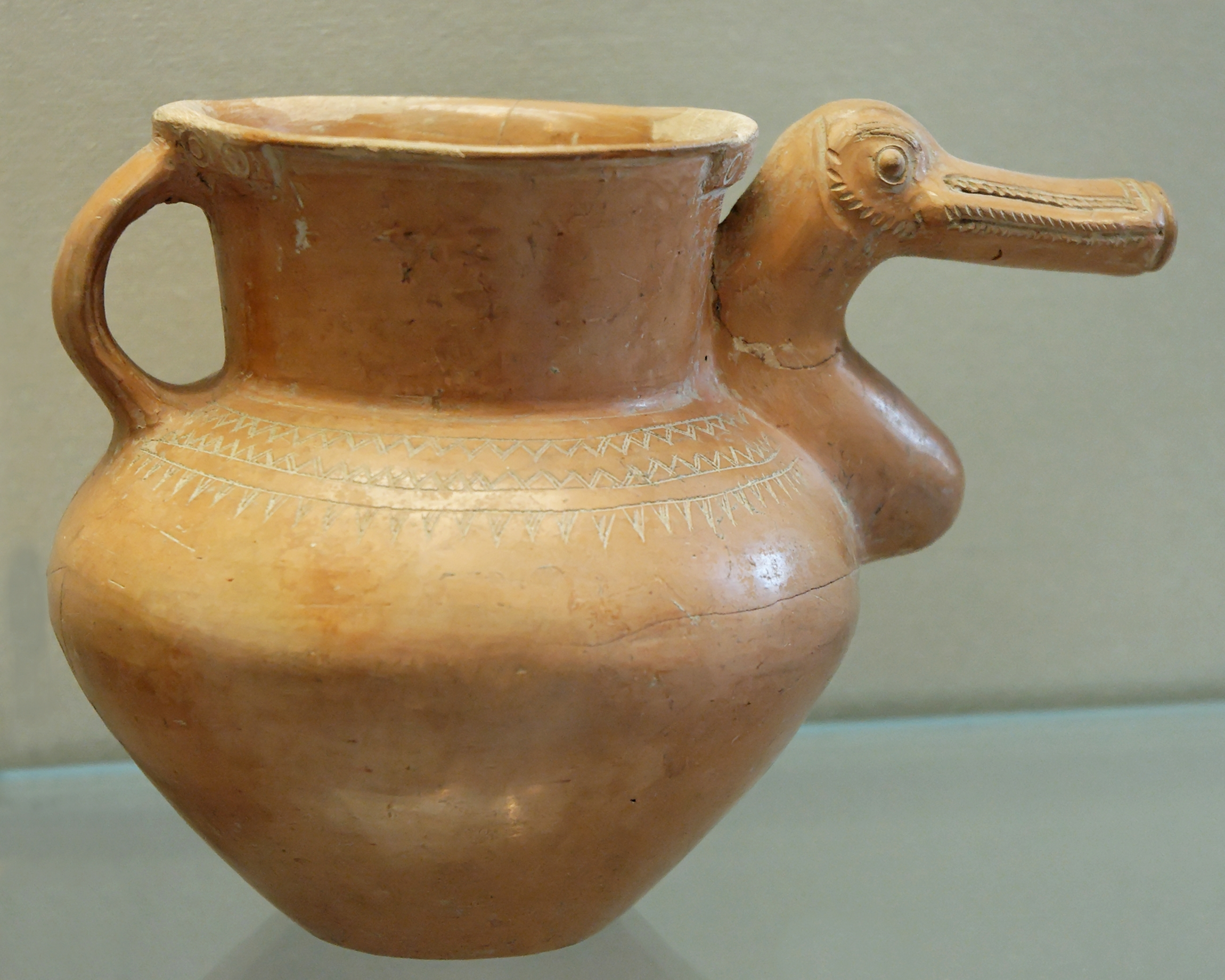
Vaso de pato, Museo del Louvre

Fue descubierto en una alta colina a 40 km al oeste de la ciudad de Sakiz. Data del período del Hierro III.
André Godard, inspector general del Servicio Arqueológico de Irán, publicó en 1950 una parte de los objetos de oro, plata y marfil. Describió de manera pormenorizada las circunstancias del hallazgo del tesoro, propuso una fecha para la parte principal de los materiales (siglo IX a. C.) y determinó que estos objetos pertenecían al estilo animalístico del Zagros con elementos del arte del arte asirio. Supuso, siguiendo a E. Herzfeld, que precisamente este arte fue asimilado por los escitas y los aqueménidas. Muchos de estos objetos se conservan el Museo Nacional de Irán. La mayoría de los objeto de oro y plata pertenece a un estilo mixto, en el que los rasgos asirios y de Urartu se mezclan con rasgos nuevos desconocidos por el estilo, la técnica y, sobre todo, por la elección de los temas.
El tesoro lo componen joyas y armas. Un ejemplo es un pectoral que se llevaba con una cadena. No se puede excluir que algunas placas de oro decorasen aljabas de madera y sirviesen como revestimiento de la empuñadura y la vaina de la espada del rey. Otros objetos destacables son la parte inferior de la empuñadura de otra espada, elementos de bronce de plata de arneses. Algunos ejemplares de armas, como son dos espadas de hierro, puntas de flecha y de lanzas. También figuran en el tesoro, un disco de plata con aplicaciones de oro, un fragmento de diadema real de oro con rosetas y vasijas de cerámica decoradas con incrustaciones. En la decoración de estos objetos hay motivos escitas: ciervos, panteras, la cabeza de un grifo, liebres y corderos.
También forman parte de este tesoro «genios», «demonios» y esfinges. Estos seres fantásticos que aparecieron en Ziwiye están representados en los monumentos del Oriente Próximo de la época postasiria, como los sellos privados, paneles ornamentales pintados o placas de hueso.

## Jardines
El legado del jardín persa en todo Oriente Medio y el sur de Asia comienza en el periodo aqueménida, especialmente con la construcción de Pasargada por Ciro el Grande. De hecho, la palabra inglesa "paradise" (paraíso) deriva del griego parádeisos, que a su vez procede del persa antiguo pairi-daêza, utilizado para describir los jardines amurallados de la antigua Persia. Sus características distintivas, entre las que se incluyen cursos de agua fluidos, fuentes y canales de agua, un esquema de orientación estructurado (chahar-bagh) y una variedad de árboles con flores y frutos traídos de todo el imperio, fueron características clave que sirvieron de inspiración para los jardines islámicos desde España hasta la India.
Las innovaciones de ingeniería fueron necesarias para mantener los jardines persas en medio de la aridez y la dificultad de conseguir agua dulce en la meseta iraní. Persépolis era el centro de un imperio que llegaba hasta Antigua Grecia e India, se abastecía de agua a través de unos canales subterráneos llamados qanat, que permitían el mantenimiento de sus jardines y palacios. Estas estructuras consisten en profundos pozos verticales que desembocan en depósitos de agua, seguidos de canales de suave pendiente que llevan el agua dulce de los acuíferos de gran altitud a los valles y llanuras de las tierras bajas. La influencia del qanat está extendida por todo Oriente Medio y Asia Central (incluso en la región de Xinjiang de China occidental), debido a su productividad y eficacia en entornos áridos. Las acequias del sur de España fueron traídas por los árabes desde Irak y Persia para hacer avanzar la agricultura en el seco clima mediterráneo de Al-Ándalus, y desde allí se implantaron en el suroeste de Norteamérica para el riego durante la colonización española de las Américas.

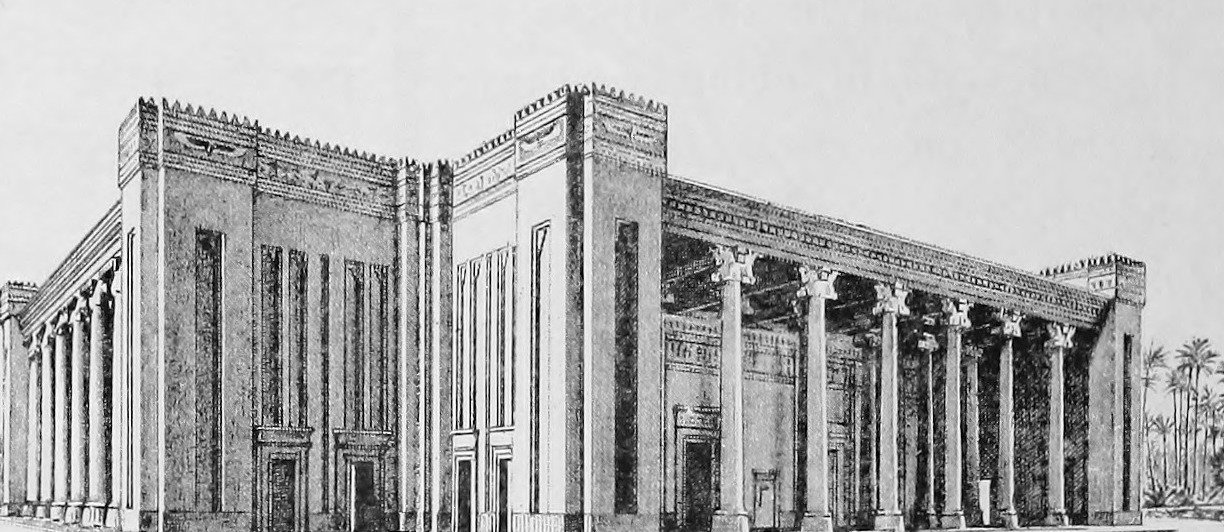
Reconstrucción del Palacio de Darío en Susa. El palacio sirvió de modelo para Persépolis.
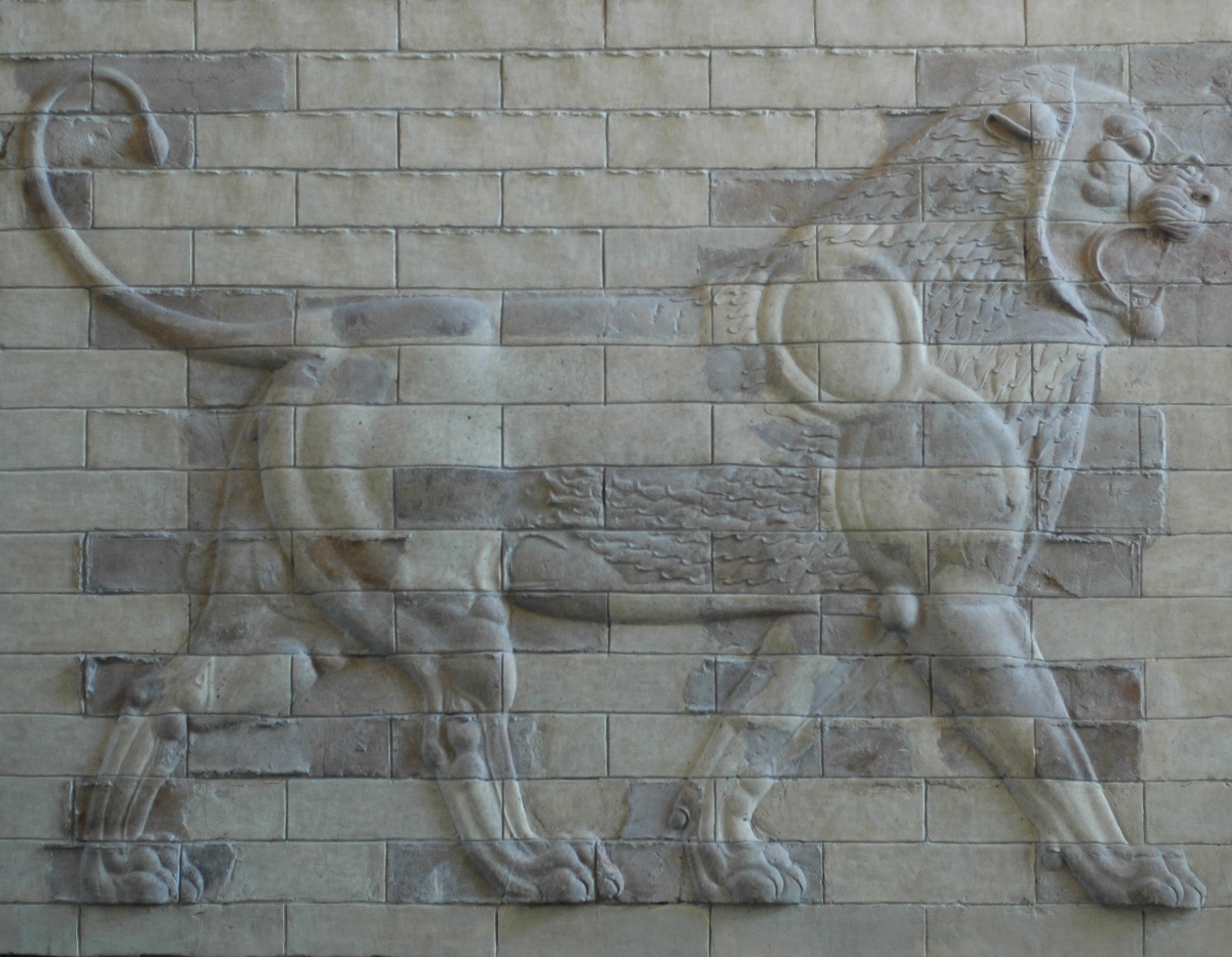
León en un panel decorativo del palacio de Darío I el Grande, Louvre.
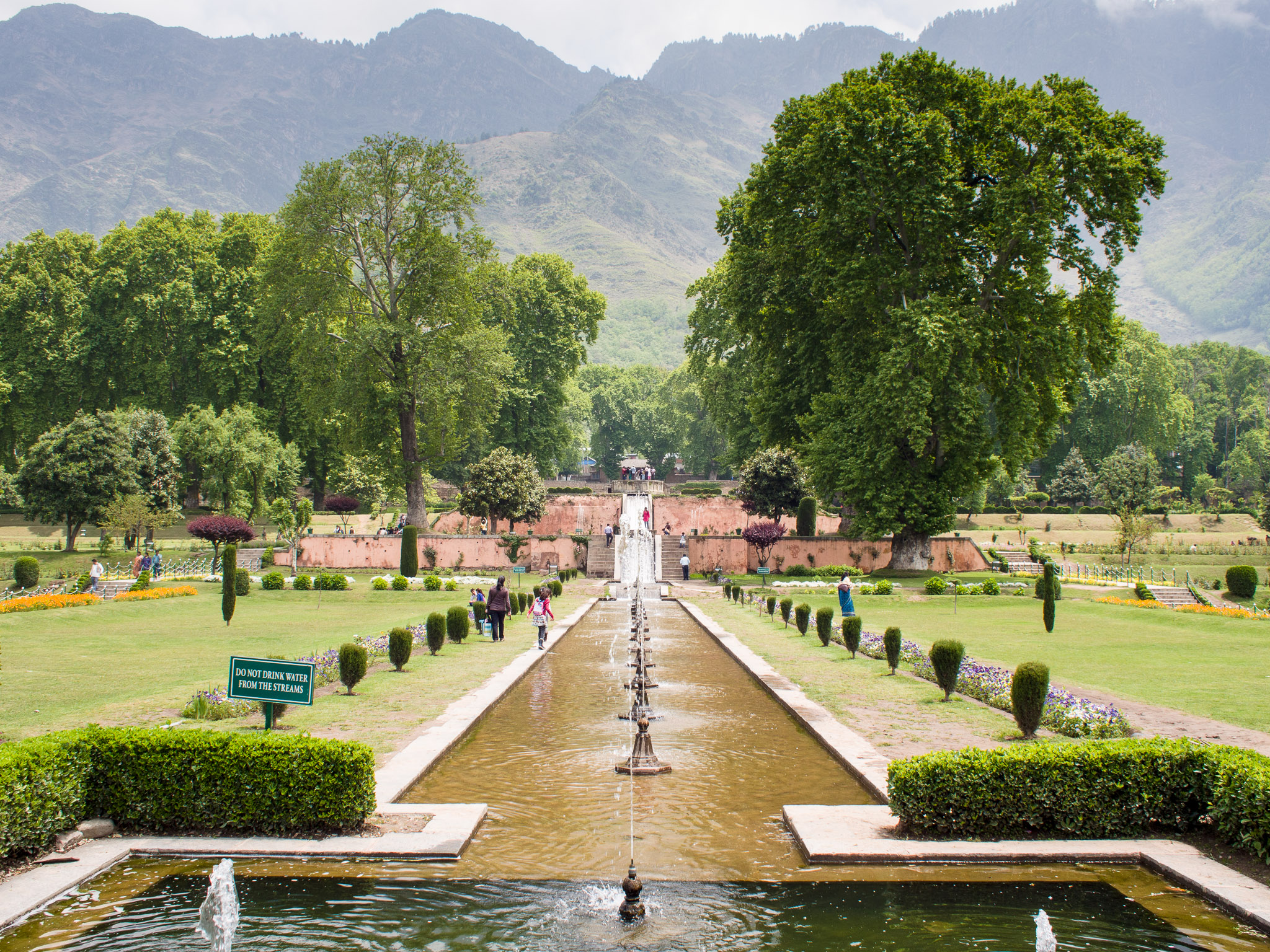
Nishat Bagh en Srinagar, Cachemira (construido durante el dominio mogol), un ejemplo por excelencia de jardín persa con avenidas arboladas y cursos de agua fluidos.